# Klavier
Klavier (von lateinisch clavis „Schlüssel“; mittellateinisch clavis „Taste“) bezeichnet heute das moderne, weiterentwickelte Musikinstrument Hammerklavier, also ein Saitenklavier, bei dem auf Tastendruck über eine spezielle Mechanik Hämmerchen gegen Saiten geschlagen werden. Die ebenfalls übliche Bezeichnung Pianoforte, oder verkürzt Piano, bezieht sich darauf, dass das Hammerklavier erstmals die Möglichkeit bot, die Lautstärke jederzeit stufenlos zwischen leise (piano) und laut (forte) durch die Anschlagstärke zu verändern. Dies war beispielsweise beim Cembalo, bei dem die Saiten von einer Mechanik gezupft werden, nicht möglich. Die heutigen Hauptformen des Klaviers sind der Flügel (englisch grand piano) und das Pianino (aufrechtes Klavier, englisch upright piano). Letzteres wird heute fast immer als Klavier bezeichnet und oft mit diesem Begriff gleichgesetzt.
Historisch bezeichnete das Wort Klavier, bis ins 19. Jahrhundert in der Schreibung Clavier oder Clavir, allgemein irgendein Tasteninstrument, gelegentlich auch nur eine Klaviatur, also einen Teil eines Instruments.
Das heutige Klavier ist bei der Bedienung ein Tasteninstrument, ein Schlaginstrument in seiner Erregungsart und wegen des schwingenden Mediums ein Saiteninstrument.

## Bezeichnungen
Wortbestimmung: Clavis (lateinisch für „Schlüssel“) stand in der mittelalterlichen Musiktheorie für eine mit einem Buchstaben bezeichnete Tonstufe. Weil Tonbuchstaben manchmal direkt auf die Tasten der Orgel geschrieben wurden, konnte die Bezeichnung clavis auf die Taste selbst übergehen. In notierter Musik wurden Tonbuchstaben vor die Liniensysteme geschrieben, wodurch die Bezeichnung auch auf den Notenschlüssel überging. Im englischen Wort key hat sich die mehrfache Bedeutung „Schlüssel, Tonstufe von festgelegter Höhe, Taste, Notenschlüssel“ bis heute erhalten.
Für die Gesamtheit aller claves („Tasten“) wurde über französisch clavier [klaˈvje] „Tastatur, Klaviatur“ das deutsche Wort Clavier gebräuchlich. Bis Ende des 18. Jahrhunderts fasste man alle Tasteninstrumente unabhängig von der Art der Klangerzeugung, also auch die Orgeln (Windclaviere), unter diesem Namen zusammen (Sebastian Virdung, 1511; Jakob Adlung, 1758).
1619 nannte Michael Praetorius jedes über eine Tastatur zum Klingen gebrachte Saiteninstrument clavicordium – sowohl die Tangentenklaviere (vor allem die Clavichorde im engeren Sinn) als auch die Zupfklaviere (Cembali, Virginale und Spinette). In seinem Lehrwerk Versuch über die wahre Art das Clavier zu spielen (1753) bezeichnete Carl Philipp Emanuel Bach Spieler aller besaiteten Tasteninstrumente einschließlich des noch recht jungen Hammerklaviers als Clavieristen. Das Cembalo hieß bei ihm Flügel, das Clavichord Clavicord und das Pianoforte Forte piano. Im 19. Jahrhundert setzte sich das Wort Klavier als Bezeichnung für Tasteninstrumente mit Hammermechanik allgemein durch.
1960 empfahl der Musikhistoriker Friedrich Wilhelm Riedel die Rückübertragung des Begriffs „Clavier“ in dieser Schreibweise auf alle Tasteninstrumente, weil in Alter Musik die Wahl des Tasteninstruments häufig offen gelassen wurde.
Der ebenfalls übliche Name Piano ist die Kurzform von Pianoforte (von italienisch piano [ˈpi̯aːno] „leise“ und forte [ˈfɔrte] „laut“). Er bezieht sich darauf, dass auf Hammerklavieren – anders als auf älteren Tasteninstrumenten – durch unterschiedlich starkes Anschlagen der Tasten große Unterschiede der Lautstärke (siehe Dynamik (Musik)) erreichbar sind.
Oft wird mit dem Begriff Klavier einengend nur das Pianino (italienisch „kleines Piano“, vertikale Besaitung) bezeichnet, im Gegensatz zum Flügel (horizontale Besaitung). Seit der Erfindung von Tasteninstrumenten mit elektrischer, elektronischer oder digitaler Klangerzeugung (Digitalpianos) wird er zudem meist für Instrumente akustisch-mechanischer Bauweise reserviert, während das Wort Piano auch die Digitalpianos, die Klang und Anschlaggefühl des akustisch-mechanischen Instrumentes wirklichkeitsnah zu simulieren versuchen, umfasst.

## Geschichte

### Vorformen
Besaitete Tasteninstrumente werden historisch auf das Monochord zurückgeführt. Mehrere Monochorde entwickelten sich zur beidhändig gespielten Floß- oder Röhren-Zither weiter. Daraus entstanden in der Antike einerseits mit Tasten gespielte Orgeln, andererseits verschiedene gezupfte, geschlagene oder gestrichene Saiteninstrumente, darunter das Psalterium.
Das Organistrum aus dem 12. Jahrhundert – eine Drehleier mit durch Tangententasten veränderbaren Saitenlängen – gilt als Zwischenglied der Entstehung besaiteter Tasteninstrumente. 1397 erwähnt ein Jurist in Padua erstmals ein mit Tasten bedientes Psalterium. 1404 erwähnten die Minneregeln des Eberhard von Cersne erstmals ein clavicordium und clavicymbolum. 1425 erschien ein solches Instrument auf einem Altarbild in Minden, 1440 beschrieb Arnaut Henri de Zwolle diese neue Instrumentengattung in einem Traktat, darunter auch ein mit einer Hammermechanik bedientes, dem Hackbrett verwandtes Dulce melos.
Durch Hinzufügen einer Tastatur entwickelten sich im Spätmittelalter aus dem Monochord und dem Psalterium das Clavichord (fest mit der Taste verbundene Tangenten schlagen die Saiten an) und in der Renaissance das Virginal und das Cembalo sowie deren Varianten Clavicytherium und Spinett, bei denen der Ton durch Anreißen der Saiten mit einem Kiel erzeugt wird.
Die Flügelform des Cembalos wurde schließlich zum Vorbild für die ersten Klaviere.

### Bartolomeo Cristofori (1655–1731)

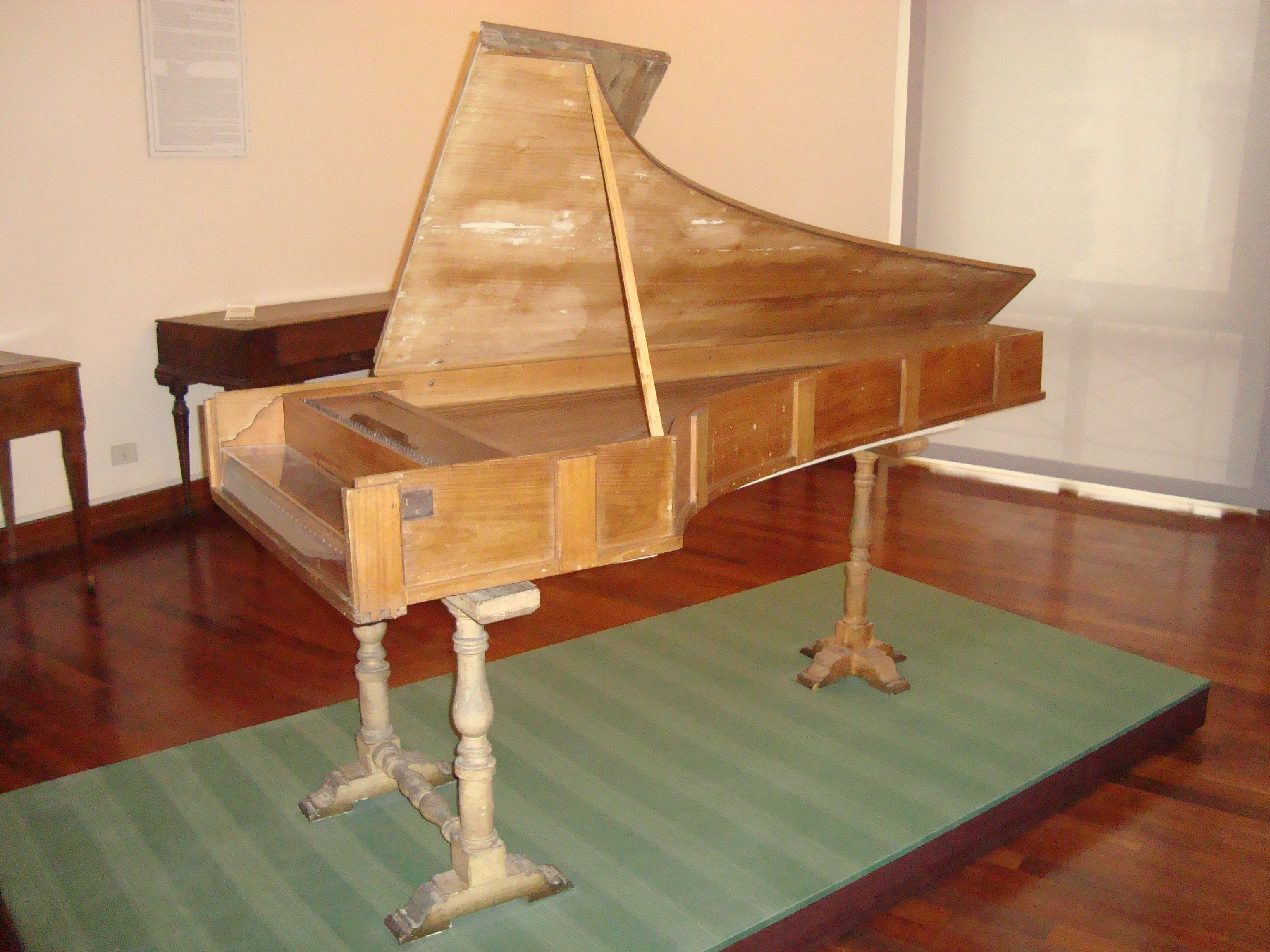
Cristofori-Hammerflügel von 1722 im Nationalen Musikinstrumentenmuseum Rom

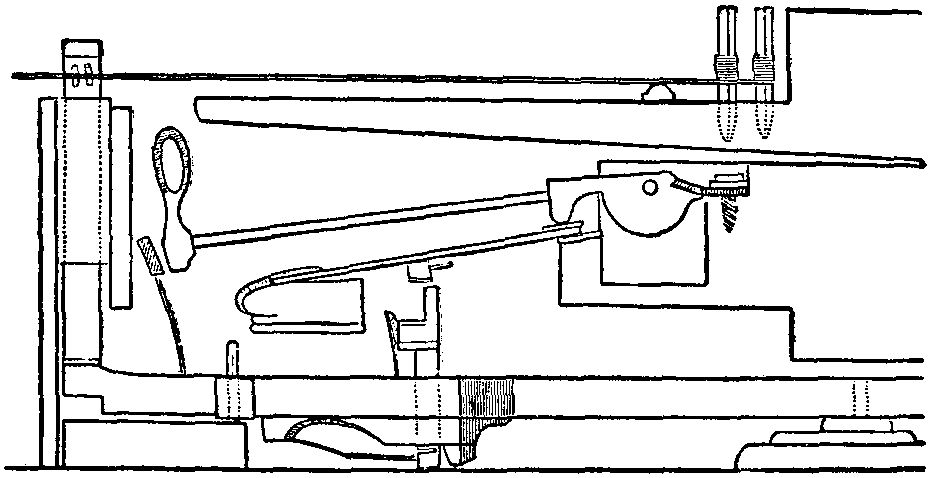
Cristoforis Stoßmechanik von 1720

Gegen Ende des 17. und Anfang des 18. Jahrhunderts wurde viel experimentiert, um ein Tasteninstrument zu konstruieren, das eine dynamische Spielweise (leise, laut und feine Abstufungen) durch unterschiedlich starken Anschlag der Tasten ermöglichte. Der erste, dem dies gelang, war Bartolomeo Cristofori, ein italienischer Instrumentenbauer aus Padua, der spätestens seit 1690 am Hofe Ferdinando de’ Medicis in Florenz als Hofcembalobauer und Kustos der Musikinstrumente-Sammlung angestellt war. Das Inventar der Musikinstrumente aus dem Jahre 1700 listet ein „arpicembalo che fà il piano e il forte“ (Cembalo, das laut und leise spielen kann) auf, das üblicherweise auf das Jahr 1698 datiert wird und als erstes Hammerklavier gelten kann. Vermutlich baute Cristofori in den Werkstätten im Erdgeschoss der Uffizien bereits 1694 einen Prototyp. Nach einem Treffen mit Cristofori veröffentlichte der römische Literat und Journalist Scipione Maffei im Jahre 1711 einen Artikel im Giornale dei letterati d’Italia über ein um 1709 von Cristofori gebautes Instrument, das „gravicembalo col piano e forte“ (Cembalo mit (Befähigung zu) Leise und Laut) genannt wurde. Dieser Artikel enthielt eine Skizze der besonderen Spielmechanik und eine detaillierte Beschreibung der Mechanik, mittels dessen Übersetzung ins Deutsche später der Orgelbauer Gottfried Silbermann 1726 seinen ersten Hammerflügel konstruierte.
Cristoforis Instrumente waren bereits erstaunlich ausgereift. Die Mechanik verfügt über einen Mechanismus, bei dem der Hammer mittels einer Stoßzunge und Übersetzungshebel gegen die Saite geschleudert wird (Stoßmechanik mit Treiber, d. h. übersetzendem Zwischenhebel); eine sogenannte Auslösung (Auskopplung des Hammers von der Tastenbewegung kurz vor dem Anschlag) verhindert ein Festdrücken des Hammers und ungewolltes Bedämpfen an den Saiten. Per Ton separierte Dämpfer verhindern das Weiterklingen der im Vergleich zum Cembalo kräftigeren Saiten nach dem Loslassen der Taste. Cristofori verwendete bereits Doppelsaiten (zwei Saiten pro Ton), um das Klangvolumen zu vergrößern, sowie seit 1722 den una corda-Mechanismus; die Instrumente umfassten vier Oktaven (heutige meistens 7 1⁄3, s. o. unter Klaviatur). Das Instrumentengehäuse hatte er für die deutlich höheren Zugkräfte des Hammerklaviers gründlich verstärkt.
Trotz ihrer ausgezeichneten Qualität fanden die ersten Hammerklaviere in Italien keine große Resonanz, wohl wegen ihres zum Cembalo vergleichsweise hohen Fertigungsaufwandes und anfangs auch schwachen Tones, weshalb Cristofori 1726 aufhörte, Hammerflügel zu bauen. Er widmete sich bis zu seinem Lebensende wieder allein dem Cembalobau. Insgesamt fertigte er knapp 20 Hammerflügel an, von denen heute noch drei erhalten sind. Das älteste bekannte Exemplar von 1720 steht im Metropolitan Museum of Art in New York, eines aus dem Jahre 1722 im Musikinstrumentenmuseum in Rom und eines aus dem Jahre 1726 im Musikinstrumentenmuseum der Universität Leipzig.
Zwei Schüler und Gesellen Cristoforis, Domenico del Mela (1683 bis ca. 1760) und Giovanni Ferrini (ca. 1699 bis 1758), bauten noch einige Instrumente mit Hammermechanik, die v. a. auf der iberischen Halbinsel Beliebtheit erlangten und an den Königshöfen Spaniens und Portugals eine eigene Tradition begründeten. Im Jahre 1732 hatte Lodovico Giustini in Florenz die erste speziell fürs Hammerklavier geschriebene Musik komponiert, die Anweisungen zum Lauterwerden (Crescendo) und Leiserwerden (Decrescendo) enthielt und anlässlich eines diplomatischen Besuches des portugiesischen Kronprinzen am florentinischen Hof der Medici gespielt wurde. Der Prinz machte den Christofori-Lehrlingen Angebote, in Portugal unter seiner Sponsorenschaft weiterzuarbeiten, die sie annahmen; sie begleiteten ihn auf dem Rückweg nach Portugal. Hieraus entstand die portugiesische und spanische Klavierbautradition.
In Italien hingegen endete nach Ferrinis Tod für viele Dekaden die Klavierbautradition.

### Gottfried Silbermann (1683–1753)

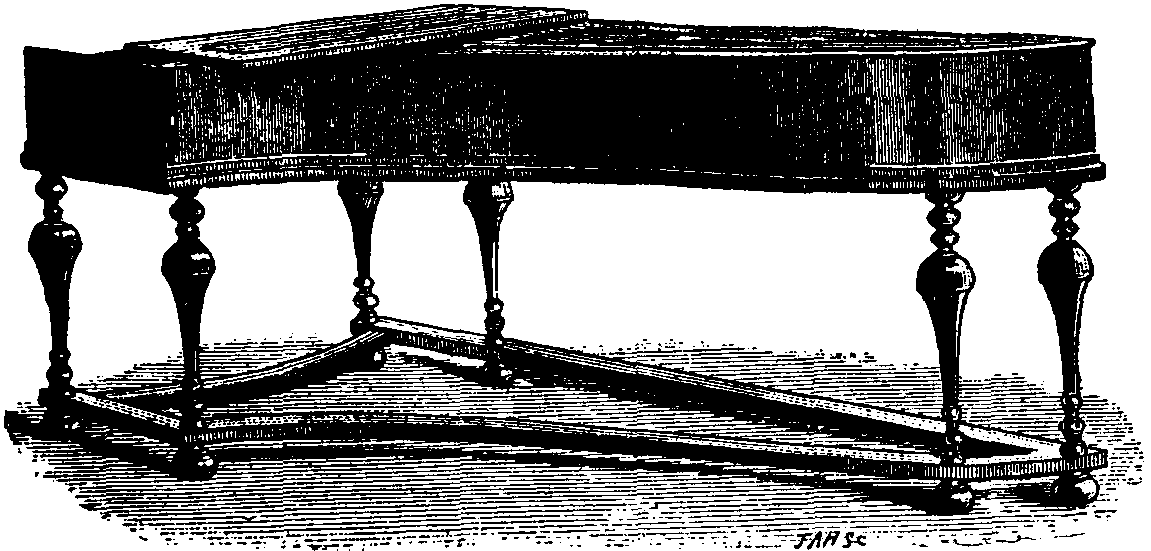
Silbermann Forte Piano von 1746, im Stadtschloss Potsdam

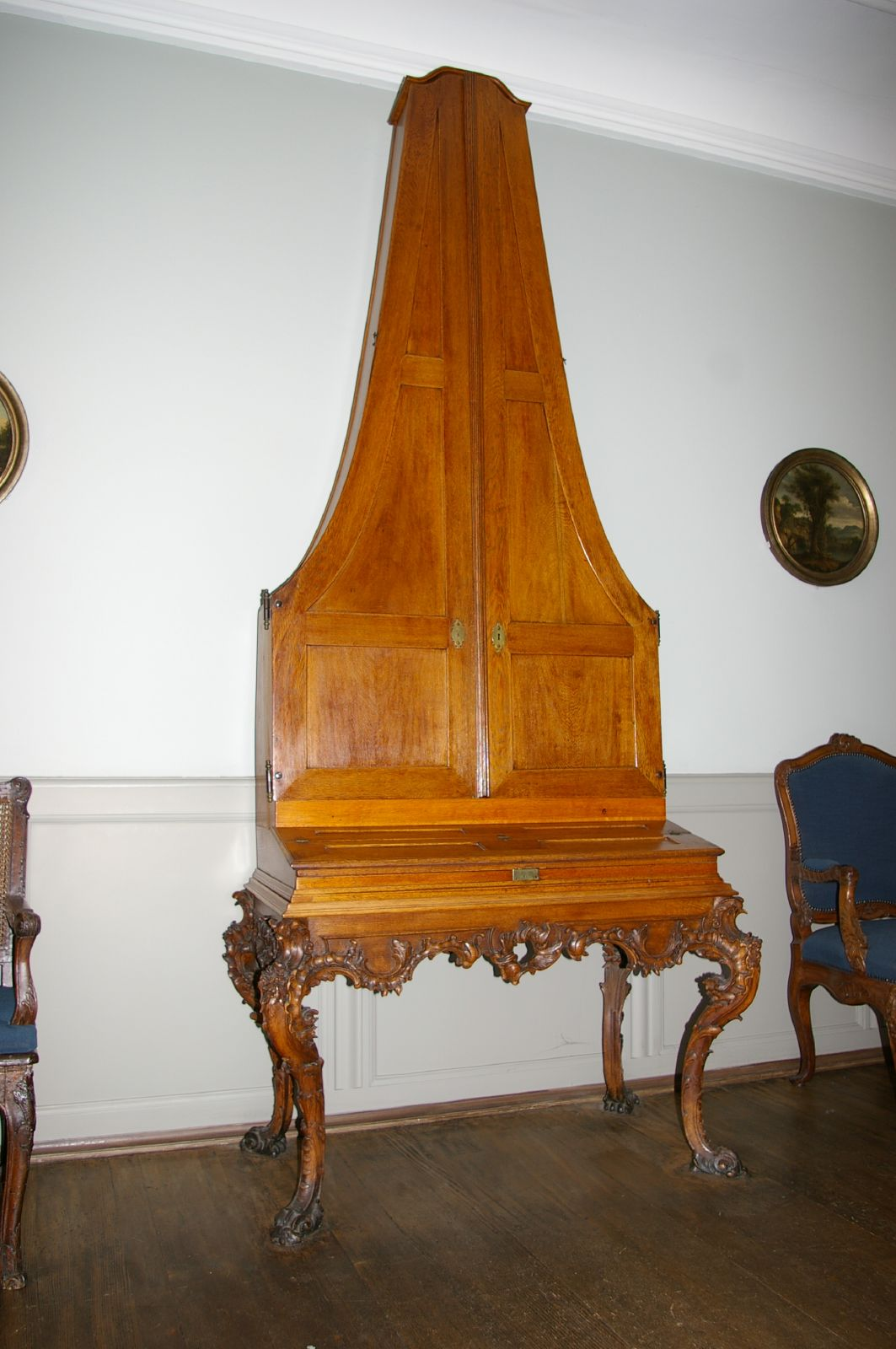
Pyramidenflügel von Christian Ernst Friederici im Goethe-Haus Frankfurt

Einige unabhängige Erfindungen in Frankreich, Cuisinés Clavier (1708) und Jean Marius’ Clavecin à maillets (1716), beide vermutlich inspiriert durch Hebenstreits Pantaleon, schienen auf Grund technischer Schwierigkeiten nicht über den Status von Kuriositäten hinauszugehen. Der Funke sprang hingegen auf Deutschland über, das für die folgenden Jahrzehnte, zusammen mit England, maßgeblich zur Entwicklung des modernen Klaviers beitragen sollte. Der deutsche Clavichord-Lehrer Christoph Gottlieb Schröter erfand etwa um 1717 zwei Hammermechaniken für Cembali, die er allerdings aus finanziellen Gründen nicht weiterentwickeln konnte.
Trotzdem galt er lange Zeit als Erfinder des Klaviers. Einer der bedeutendsten Orgelbauer der Barockzeit, Gottfried Silbermann, lernte im Jahre 1717 einen Hammerflügel aus Cristoforis Werkstatt kennen. Das Instrument gelangte im Tross von Musikern nach Dresden. Diese waren einer Einladung gefolgt, am kurfürstlichen Hof drei neue Opern Antonio Lottis uraufzuführen. Zusammen mit Johann Ulrich von König konnte er das Instrument untersuchen und König übersetzte Maffeis Beschreibung der Mechanik ins Deutsche. Silbermann hatte das nötige Know-how sowie die finanziellen Mittel, um ein eigenes Modell, basierend auf Cristoforis Mechanik, zu entwickeln, das er im Jahre 1726 präsentieren konnte. Er baute in der Folge ein weiteres Hammerklavier. „Eins davon hatte der sel. Kapelm. Hr. Joh. Sebastian Bach gesehen und bespielet. Er hatte den Klang desselben gerühmet, ja bewundert: Aber dabey getadelt, daß es in der Höhe zu schwach lautete, und gar zu schwer zu spielen sey. Dieses hatte Hr. Silbermann, der gar keinen Tadel an seinen Ausarbeitungen leiden konnte, höchst übel aufgenommen. Er zürnte deswegen lange mit dem Hrn. Bach.“
Trotzdem arbeitete Silbermann fast zehn Jahre lang an der Verbesserung seiner Instrumente und erntete schließlich Bachs Anerkennung. Nach dem Regierungsantritt König Friedrichs II. von Preußen konnte der Freiberger Instrumentenbauer 15 Instrumente an den Hof nach Potsdam liefern. 1747 improvisierte dann Johann Sebastian Bach vor dem König auf einem dieser Hammerflügel sein dreistimmiges Ricercare. Dieses heute im Neuen Palais Potsdam aufbewahrte Instrument wird von der Firma Neupert nachgebaut.
Zu dieser Zeit verfügte das Hammerklavier offenbar bereits über einen guten Ruf. Es war das universellste Tasteninstrument und ein exzellentes Klangwerkzeug für einen professionellen Musiker.
Silbermanns Piano Fort genannte Hammerklaviere verfügten über eine Prellmechanik. Neu kam eine Dämpfungsaufhebung mit Handhebeln dazu, die seither (heute über die Bedienung durch das Forte-Pedal) zur Grundausstattung eines jeden Klaviers gehört.
Zahlreiche Schüler Silbermanns führten seine Arbeit fort und entwickelten sie weiter. Als besonders innovativ erwies sich Christian Ernst Friederici. Er baute als Erster ein Tafelklavier und experimentierte viel mit aufrecht stehenden Instrumenten; berühmt und eindrucksvoll sind seine Pyramidenflügel. Zwölf von Silbermanns Studenten (deshalb auch „die zwölf Apostel“ genannt) flohen in den Wirren des Siebenjährigen Krieges nach England, wo sie die englische Klavierbautradition begründeten.

### Johann Andreas Stein und die Wiener Mechanik

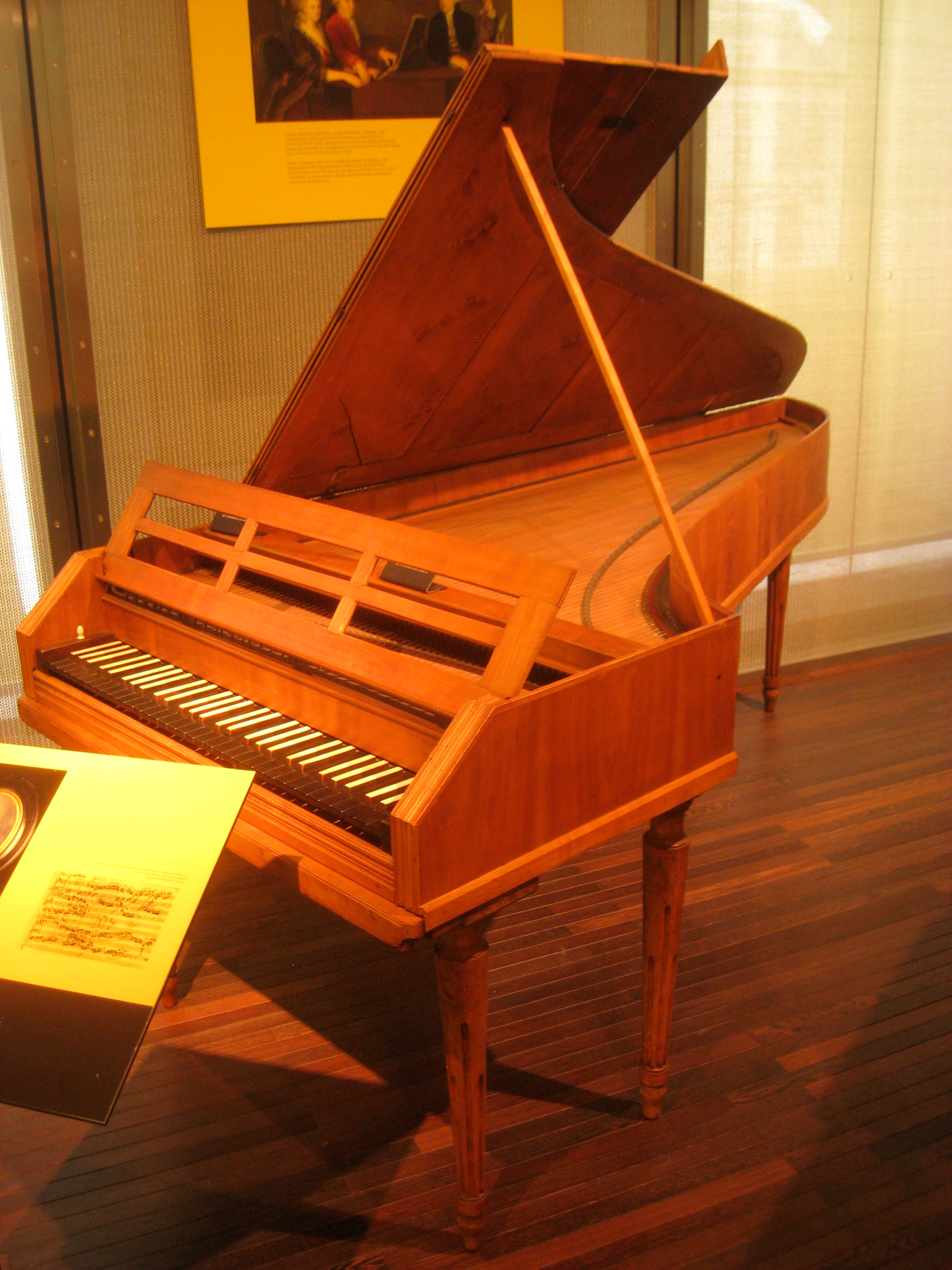
Hammerflügel von Johann Andreas Stein, Augsburg 1786, im Musikinstrumentenmuseum in Brüssel

Der Orgelbauer Johann Andreas Stein erlernte beim elsässischen Zweig der Silbermann-Familie in Straßburg sein Handwerk. Er gründete 1750 in Augsburg seine eigene Werkstatt und begann, eigene Hammerklaviere zu entwickeln. Er nahm entscheidende Veränderungen vor, die den Klavierbau der folgenden Dekaden nachhaltig prägten. Er verbesserte Silbermanns Prellmechanik, indem er eine Auslösung einbaute, wodurch sie leichter spielbar wurde. Diese Prellzungenmechanik entstand um 1781 und wurde als Deutsche Mechanik bekannt. Die Gehäuse seiner Instrumente waren viel robuster gebaut und vielfach verstrebt. Der Resonanzboden war kräftiger dimensioniert und unter Spannung durchgehend berippt. All diese Neuerungen verliehen Steins Hammerklavieren einen neuen Klangcharakter. Sie waren heller, durchdringender und präsenter. Die neue Ausdruckskraft stieß bei Komponisten und Musikern auf Begeisterung und schuf damit die Grundlage für das Klavier als Soloinstrument.
Steins Nachkommen führten das Geschäft weiter, seine Kinder Andreas und Nanette zogen 1794 nach Wien. Nach weiteren Verbesserungen wurde Steins Mechanik unter dem Namen Wiener Mechanik bekannt und von zahlreichen Klavierbauern adaptiert. Insbesondere bewirkte der Fänger, ein mit Lederauflage versehener Klemmklotz an der Taste, eine große Verbesserung der Spielmechanik. Er verhindert, dass der von den Saiten herabfallende Hammer zurückprellen kann und einen ungewollt doppelten Ton erzeugt.
Wien war damals neben London eine Weltmetropole der Musik und ein idealer Nährboden für Künstler und Erfinder. Über 100 Instrumentenbauer waren zeitweise in Wien aktiv, höchst angesehen die Geschwister Stein sowie Joseph Brodmann, Conrad Graf und Anton Walter.

### Entwicklung in England: Tafelklavier, Englische Mechanik, Verstrebungen

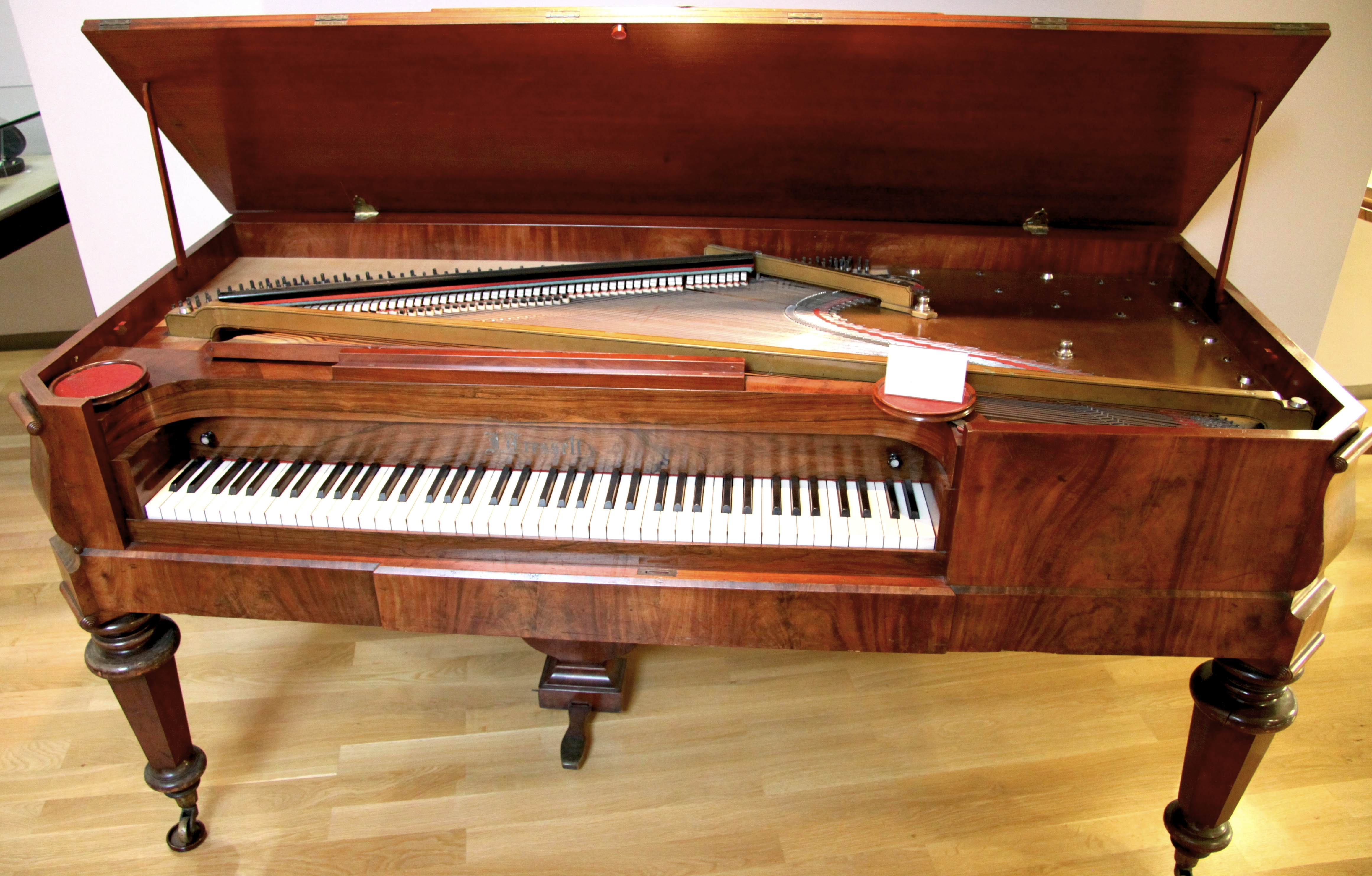
Tafelklavier, Riga um 1855, im Musikinstrumentenmuseum Berlin

Im Gegensatz zu Johann Andreas Stein, der Silbermanns Prellmechanik weiterentwickelte, griffen die englischen Klavierbauer, darunter viele Silbermann-Schüler, die in den Wirren des Siebenjährigen Krieges nach England ausgewandert waren, direkt auf Cristoforis Stoßmechanik zurück. Aus praktischen und finanziellen Gründen fertigte Johann Christoph Zumpe etwa zwischen 1760 und 1762 sein erstes Tafelklavier an. Es war ein kostengünstig herstellbares Instrument mit einer einfachen Mechanik und wenigen Ausschmückungen. Das Tafelklavier wurde in England ein großer Verkaufserfolg. Es wurde Mode, eines zu besitzen; Zumpe konnte „sie nicht schnell genug produzieren, um das Verlangen der Öffentlichkeit zu befriedigen“. Nun begannen auch zahlreiche andere Londoner Klavierbauer, Tafelklaviere zu bauen. Der im Vergleich zum Hammerklavier und zum Cembalo günstige Preis erlaubte es auch dem Bürgertum, ein Instrument zu erwerben. Der kommerzielle Erfolg des Tafelklaviers in England legte die Basis dafür, dass das Klavier später zu einem der beliebtesten und weitest verbreiteten Instrumente des europäischen Bürgertums wurde.
Auch Americus Backers entwickelte um etwa 1772 eine neue Stoßzungenmechanik. Nach Verbesserungen durch Robert Stodart und John Broadwood wurde diese als Englische Mechanik bekannt. John Broadwood, schottischer Vorarbeiter, dann Schwiegersohn des nach London emigrierten Schweizers Burkhard Tschudi, war vermutlich einer der ersten, der wissenschaftliche Methoden anwandte, um Mechanik und Klang zu verbessern. Er ermittelte die optimale Position, an der der Hammer die Saite anschlagen sollte, damit diese möglichst voll tönt. Seither werden Klaviersaiten ca. bei einem Siebtel bis Neuntel ihrer klingenden Länge angeschlagen, eine ungerade Teilzahl, um Oberschwingungen und eine Klanganreicherung zu erzielen. Broadwood überbrückte erstmals den die Struktur des Flügels schwächenden Hammerschacht mit einer stählernen Klammer, Anbeginn der Entwicklung innerer Verstrebungen der Flügel. Die Hammerschachtbrückenklammer ermöglichte ihm, den Tonumfang der Klaviatur um eine Oktave zu erweitern. Die Mehrung und Qualitätsverbesserung innerer Abstützungen bewirkte dann binnen weniger Jahrzehnte die Verbreiterung des Tonumfangs auf die heute gebräuchlichen 88 Tasten. Broadwoods Erfindungen waren äußerst erfolgreich. Gegen Ende des 18. Jahrhunderts fertigte er rund 400 Pianos pro Jahr, deutlich mehr als jeder andere Hersteller. Broadwoods Manufaktur wurde in den ersten Jahrzehnten des 19. Jahrhunderts zum größten Klavierbauer der Welt.

### Entwicklung in der ersten Hälfte des 19. Jahrhunderts

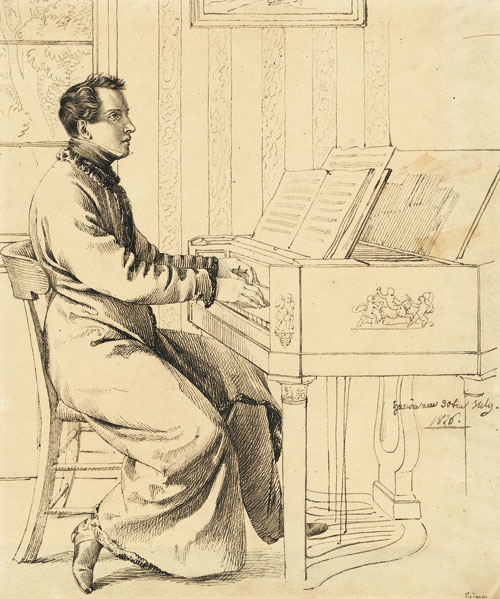
Ludwig Emil Grimm: Mann am Klavier, 1826

Zu Beginn des 19. Jahrhunderts waren zwei Flügelmechaniken vorherrschend: Die auf Johann Andreas Stein zurückgehende Wiener Mechanik (Prellzungenmechanik) und die von Backers, Stodart und Broadwood entwickelte Englische Mechanik (Stoßzungenmechanik). Die mit Wiener Mechanik ausgestatteten Instrumente waren graziler in der Bauart. Der Klang war dünner und süßer. Doch die Musiker und Komponisten der aufkommenden Romantik verlangten nach mehr Kraft, Lautstärke, größerem Tonumfang und mehr Ausdrucksmöglichkeiten, so dass sich die Englische Mechanik mehr und mehr durchsetzte. Um das Klangvolumen weiter zu verstärken, waren etliche Anpassungen nötig. Mehr Klang erfordert größere und schwerere Hämmer. Dies war konstruktionsbedingt mit der englischen Stoßzungenmechanik besser zu realisieren. Zwischen 1750 und 1850 wuchs die Klaviatur von rund fünf auf siebeneinhalb Oktaven an. Der Trend zu größerer Lautstärke und größerem Tonumfang verlangte mehr und dickere Saiten, deren enorme Zugkraft aufgefangen werden musste. Der Weg führte über zusätzliche Verstrebungen und Eisenspreizen (ab 1799) schließlich zum eisernen Gussrahmen. Erste Patente dazu stammen von Broadwood (1827), Chickering (1843) und die heute übliche Form von Steinway & Sons (1859). Ab 1824 wurden Klaviersaiten aus stärker belastbarem Gussstahl hergestellt. Der 1830 erfundene kreuzsaitige Bezug  erlaubte die Anordnung der Saiten in zwei diagonal übereinander verlaufenden Gruppen. Dies brachte Vorteile für die Statik des Instruments und ermöglichte längere Saiten auch in kürzeren bzw. niedrigeren Instrumenten.

Modell einer Erard-Mechanik um 1834

Eine Innovation von Johann Heinrich Pape (1789–1875) im Jahre 1826 sollte tiefgreifende Auswirkungen auf den Klavierklang haben und diesen grundlegend verändern. Er umwickelte die Hammerköpfe nicht wie bisher üblich mit Leder, sondern mit einem Filzbelag. Filz kann bei richtiger Behandlung widerstandsfähiger als Leder sein und lässt sich auch besser bearbeiten. In der Maximalausprägung des Hammerbaues nach den Entwicklungen von Henri Herz in Paris hatten die Flügel von Herz, Erard und Pleyel in Paris zur Zeit Chopins bis zu neun Lagen, innen am Holzkern begonnen mit zwei Lagen Hirschleder, mehrere unterschiedlich dichte Lagen Filz und Wolle bis hin zu Kaninchenfell außen als weichstem Werkstoff. Hämmer dieser extrem aufwendigen Art erlaubten Kundigen eine Reichhaltigkeit und Farbigkeit des Klavierklanges zu erzeugen, die mit der Entwicklung zu noch größeren Konzertsälen und zu höherer Lautstärke, erzielt mit dichtem ein- oder zweilagigem Filz, teils wieder verlorenging. Die Aufbringung des Filzes auf den Hammer ist ein delikater Prozess. Bei vielen Hammerherstellern ist die genaue Vorgehensweise ein gut gehütetes Geheimnis. Die Intonierung eines Klavieres, die durch Auflockern und teils Härten des Filzes erzielte Detailveränderung des Klanges eines Einzeltones zur Angleichung innerhalb des gesamten Tonumfanges, ist seither die höchste Kunst der Klavierbauer.
Eine bahnbrechende Erfindung im Klavierbau stammt vom Franzosen Sébastien Érard. Er entwickelte auf der Basis der Englischen Mechanik eine Repetitionsmechanik, die er 1821 patentieren ließ. Sie erlaubt mittels eines gefederten Repetierschenkels auf Höhe des auskoppelnden Stößels das Repetieren eines Tones, ohne die Taste ganz loslassen zu müssen. Der Repetierschenkel Érards ermöglicht seither im Flügel eine rasche Anschlagfolge für ein virtuoses, schnelles Spiel. Nach Verfeinerungen von Henri Herz, etwa in den Jahren 1840 bis 1850, entstand die Flügelmechanik der sogenannten doppelten Auslösung, die bis heute praktisch unverändert blieb.
Die Dämpfungsaufhebung erfolgte bei einfachen Instrumenten über einen Handzug, den Pantaleonzug oder Fortezug, im „Mozartflügel“ über gut funktionierende Kniehebel, dann aber zunehmend über Pedale; neben der Dämpferaufhebung waren ein Moderator (Filztuchstreifen) und zunehmend die Verschiebung üblich, aber auch Fagottzug (gegen die Saiten gedrückte Pergamentrolle), Harfenzug (Bürsten- oder Tuchfransenleiste), Lautenzug (mit Leder bespannte Leiste), Janitscharenzug (Schlagwerk mit Pauke, Glocken bzw. Schellen) etc. Diese noch vom Cembalobau stammenden Modifikationen des Saitenklanges gingen jedoch nach 1830 drastisch zurück. Es verblieben am Klavier zunächst zwei Pedale, die Dämpfungsaufhebung („forte“) und die seitliche Verschiebung des Hammeranschlags („una chorda“).
Das Hammerklavier erlebte in der ersten Hälfte des 19. Jahrhunderts eine Blütezeit und war nicht mehr aus der Gesellschaft wegzudenken. Das Klavier war den Fürstensalons entwachsen, es wurde in Form des großen Konzertflügels integraler Bestandteil des Konzertwesens großer Städte und in der Form von Tafelklavieren, beginnenden Hochklavieren und teils Flügeln auch der gutbürgerlichen Wohnung.

### Entstehung des Pianinos

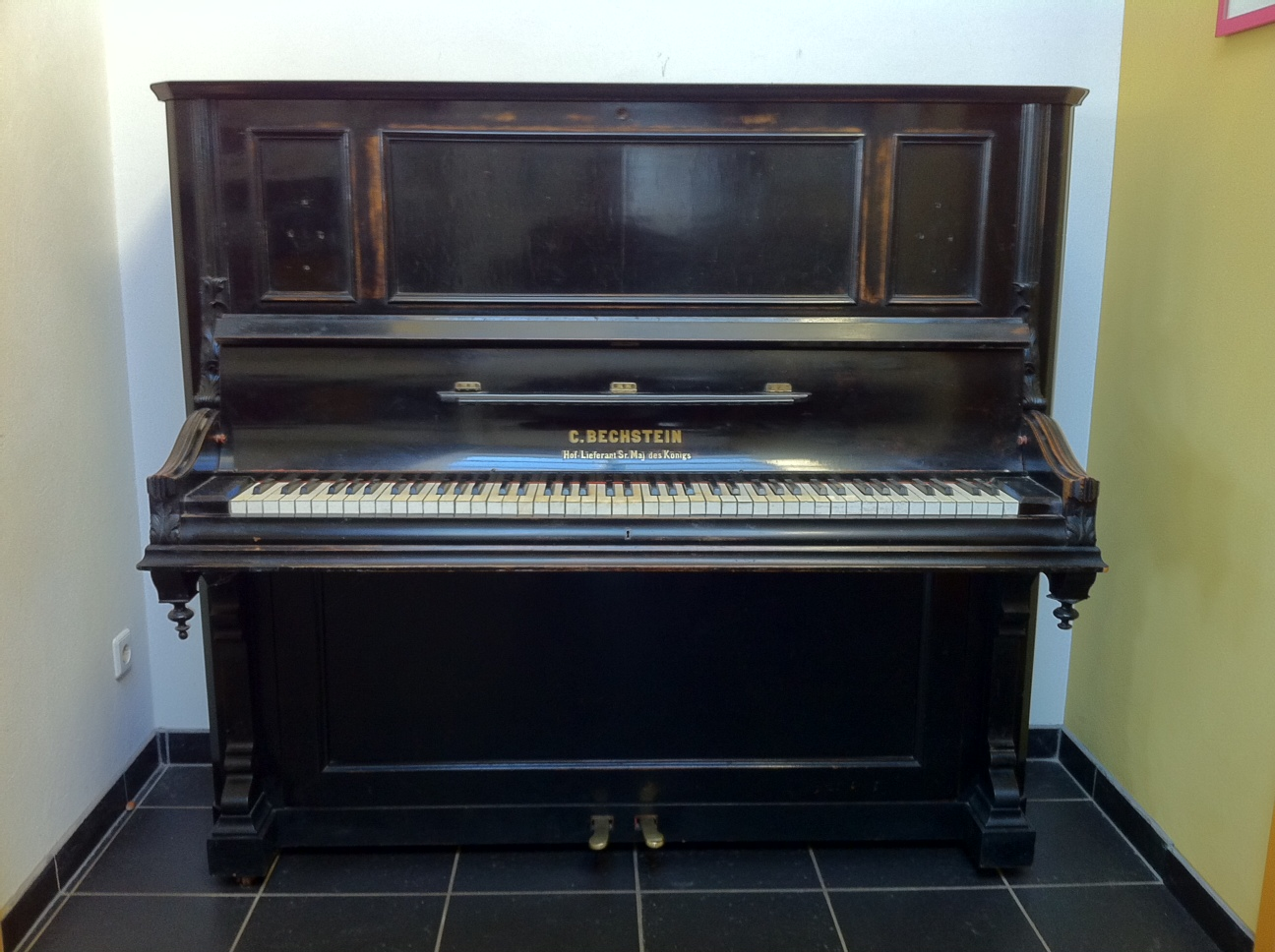
Altes Bechstein Piano, 1870

Schon von Anfang an wurden auch aufrecht stehende Flügel gebaut, so bereits vom Cristofori-Schüler Domenico del Mela und vom Silbermann-Schüler Christian Ernst Friederici (1745). Diese Instrumente hatten oft eindrückliche Formen, die mit Namen wie Giraffenklavier, Harfenklavier, Lyraflügel, Pyramidenklavier oder Schrankklavier belegt wurden; sie waren meist sehr hoch, sehr exklusiv und hatten nicht viel gemeinsam mit den heutigen Pianinos.
Die ersten kleinen Pianinos entstanden um 1800 unabhängig von Matthias Müller in Wien und John Isaac Hawkins in Philadelphia.
Technisch und kommerziell erfolgreich wurde Robert Wornum, der um 1811 ein Cottage Piano baute, das sich bis 1826 zum Piccolo Piano entwickelte und zum Vorbild für alle späteren Pianinos werden sollte. Seine Mechanik ist eine Stößelmechanik mit Auslösung; sie beruht auf den Prinzipien der englischen Mechanik von Flügeln und wandelt diese mittels des Hammer-Drehgelenks ab, der sogenannten Hammernuss. Er entwickelte sie in den 1830er Jahren weiter. Diese Mechanik wurde in Paris von Pleyel und Pape weiterentwickelt und kommerziell erfolgreich gemacht, weshalb sie auch als Französische Mechanik bekannt wurde. Sie entspricht im Wesentlichen schon der heutigen Klaviermechanik. Die Bauweise der Pianinos löste die material- und platzaufwendigeren und klanglich benachteiligten Tafelklaviere in Europa bereits um ca. 1850, in den USA bis ca. 1900 ab. Die Klavierhersteller versuchten ihre Baukunst nicht nur durch technische Aspekte zu behaupten, sondern auch durch besonders kunstvolle Gestaltung der Gehäuse, die sie v. a. für die zahlreichen Messen und Ausstellungen extra anfertigten. Die zumeist sehr wohlhabenden Kunden bestellten Klaviere und Flügel oft nach Skizzen bedeutender Architekten und Künstler, sodass viele äußerst prachtvolle Instrumente entstanden. In Deutschland hatte z. B. der Klavierhersteller Ibach eine eigene Fabrik in Köln mit bis zu 2000 Mitarbeiter, die diese kunstvollen Gehäusearbeiten ausführte. Auch C. Bechstein in Berlin hat sehr viele dieser sogenannten Artcase Instrumente hergestellt.

### Entwicklung in der zweiten Hälfte des 19. Jahrhunderts

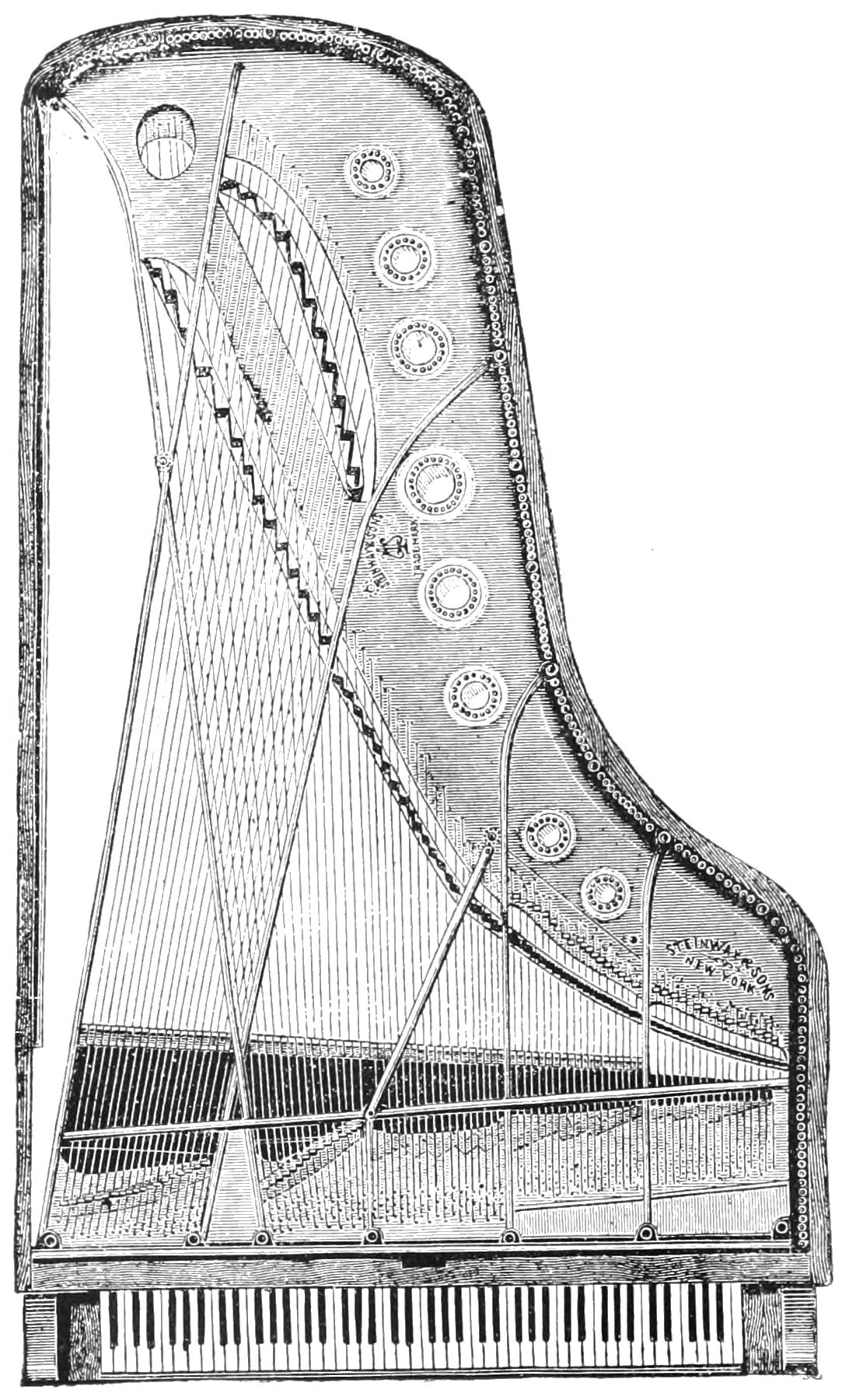
Steinway-Konzertflügel D mit Kreuzsaiten, 1891/92

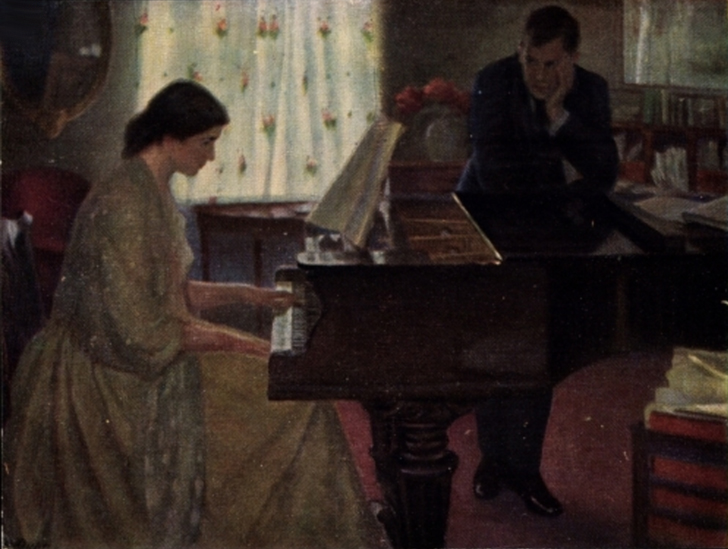
Klavierspiel Anfang des 20. Jahrhunderts, auf dem (verschollenen) Gemälde „Präludium“ von Ernst Oppler

Um die Mitte des 19. Jahrhunderts waren die meisten Elemente des modernen Klaviers, sowohl beim Flügel als auch beim Pianino, entwickelt. Was folgen sollte, waren einige wenige Neuerungen, v. a. die Kreuzbesaitung beim Flügel, besonders aber kontinuierliche Verfeinerungen und Verbesserungen bei Mechanik, Konstruktion und Herstellungsverfahren. Charakteristisch für die zweite Hälfte des 19. Jahrhunderts ist eine nie zuvor dagewesene Intensivierung der Produktion. 1850 wurden in Europa rund 33.000 Klaviere gefertigt, 1910 waren es bereits 215.000 Stück. Die starke Zunahme dürfte zum einen mit der stetig steigenden Beliebtheit des Klaviers bei der bürgerlichen Mittelklasse, bei der der Besitz eines Pianinos zum Statussymbol avancierte, zum anderen aber auch mit der generellen Bevölkerungszunahme im 19. Jahrhundert zusammenhängen. Das einst so beliebte Tafelklavier wurde vom Pianino verdrängt, wobei es gewissermaßen Opfer seines eigenen Erfolgs wurde. Es entwickelte sich vom anfangs einfachen, kleinen Instrument zu einem großen und schweren Koloss in exklusiver Ausführung. Die Lücke füllte das neue, kleinere und preiswertere Pianino, das international zum mit Abstand beliebtesten Hausinstrument des Bürgertums wurde. Gegen Ende des 19. Jahrhunderts hatten die meisten Instrumentenbauer ihre Tafelklavierproduktion eingestellt.
An der Londoner Industrieausstellung (Great Exhibition) von 1851, einer der ersten großen internationalen Weltausstellungen, trafen sich erstmals Klavierhersteller aus ganz Europa und der neuen Welt. Die Ausstellung war ein riesiger Erfolg und sollte fortan regelmäßig stattfinden. Solche Anlässe ließen technologische Vergleiche zu, stachelten die Konkurrenz an und trugen wesentlich zu Innovationen bei. Eine zentrale Rolle bei den weiteren Entwicklungen des Klaviers spielte Heinrich Steinweg und sein Sohn Henry Steinway. Sie patentierten 1859 die vollständige Verbindung von Gussrahmen und Kreuzbesaitung bei Flügeln und 1866 den Einbau von Gussrahmen und Kreuzbesaitung bei Pianinos. 1878 ließ Steinway die Formbiegung des Flügelgehäuses aus laminierten Ahornschichten patentieren. Mit diesen Neuerungen war die Form und Grundkonstruktion des modernen Klaviers entstanden, die sich seither, seit über 140 Jahren, kaum mehr verändert hat. Die Neuerungen wurden bald von anderen Herstellern übernommen.
Den Konzertflügel kann man mit den Entwicklungen des Steinway & Sons Modell Centennial D vom Dezember 1875 als weitenteils ausentwickelt betrachten. Er hat die Kreuzbesaitung von 1859, die einteilige Gussplatte, das Mechanikgestell von 1871, das Sostenutopedal und die Pilotenschrauben von 1875, erst auch noch die Bass-Spannschrauben am Resonanzboden, die 1878 entfielen. Die dann noch folgenden kleineren Modifikationen dienten weniger der Klangverbesserung als eher der Vereinfachung und Verbilligung der Produktion und der Verbesserung des Handlings – unter Beibehaltung des erzielten Klangergebnisses. Sein Nachfolger, der 1884 herausgebrachte und noch heute produzierte D-Flügel, ist beinahe 200 Kilogramm leichter. Der Centennial D zeigte über seine Produktionszeit noch einige experimentelle Entwicklungen, aber mit der Installation des „Rims“, des aus Dickten verleimten Außengehäuses, beim Modell D ab 1880, war die endgültige Form gefunden. Was in jenen Jahren fortschreitender Technologie zunächst kaum auffiel, war die Verarmung des Klanges der Flügel mit Hämmern aus gebogenen Filzstreifen nach den Dolge-Patenten und Saiten aus dem 1856 erfundenen Bessemer-Stahl – Entwicklungen, die den Anforderungen an die Beschallung sehr großer Konzertsäle mit 2500 bis 7000 Zuhörern geschuldet waren, eine Leistung, die die Flügel 30 Jahre zuvor keinesfalls hätten erbringen können. Dieser bis heute als technisch aktuell anzusehende Flügeltyp wurde auf der Weltausstellung 1876 prämiert – und seither kaum noch entscheidend verbessert.
Die französischen Flügel der 1830er und 1840er Jahre von Hertz, Boisselot, Erard und insbesondere Pleyel waren jedoch klangreicher, feuriger, allerdings leiser und nicht für Publikum von mehr als 1000 Personen geeignet, und ihr Klangreichtum musste mit einem ungemein hohen, nach heutigen Maßstäben keinesfalls zu leistendem Wartungsaufwand an den schnell verschleißenden, aufwendig handgefertigten Hämmern bezahlt werden.
Während in den Kriegen und politischen Umwälzungen des 18. und frühen 19. Jahrhunderts viele Klavierbauer aus Deutschland und Frankreich nach England und nach Amerika flohen, kehrten in der zweiten Hälfte des 19. Jahrhunderts viele wieder zurück nach Europa. Deutschland wurde, vor England, Frankreich und den USA, zum führenden Klavierherstellerland weltweit. Deutsche Klavierbauer lieferten in die ganze Welt.
| Land        | Stück  |            | Land   | Stück |
| ----------- | ------ | ---------- | ------ | ----- |
| Deutschland | 73.000 | USA        | 25.000 |       |
| England     | 35.000 | Frankreich | 20.000 |       |

Gegen Ende des 19. Jahrhunderts waren Berlin (über 200 Klavierbauer) und Leipzig die Zentren des Klavierbaus.
Eine so große Nachfrage konnte nur durch veränderte und standardisierte Produktionsmethoden und die aufkommende, fabrikmäßige Massenproduktion befriedigt werden.

### Das 20. und 21. Jahrhundert

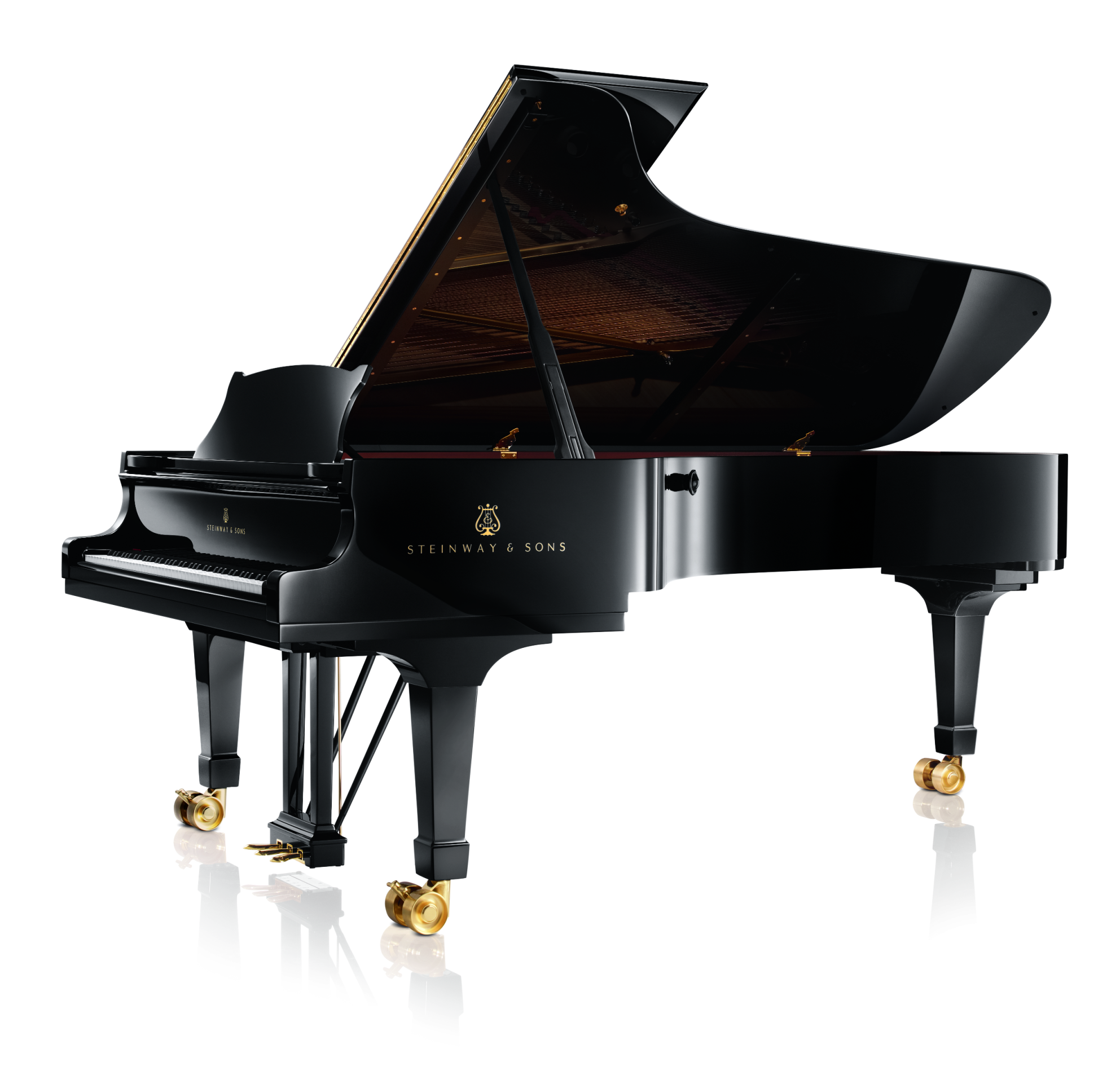
Moderner Steinway-Konzertflügel

Zu Beginn des 20. Jahrhunderts boomte das Klavier auch in den Vereinigten Staaten, die die europäische Produktion bald überholten. 1910 wurden in den USA 370.000 Klaviere produziert, im Gegensatz zu 215.000 in Europa. In der Hochblüte des Klavierbaus wurden allein in Deutschland 300.000 Stück im Jahr verkauft; das Klavier war zu dieser Zeit „Statussymbol, Kommunikationsmittel und liebste Freizeitbeschäftigung zugleich“ und erlaubte Töchtern „aus gutem Hause“, sich mit ihrem Vorspiel für Männer vorteilhaft darzustellen. Ende des 19. Jahrhunderts wurde in den USA das Pianola (Markenname des US-Herstellers Aeolian) erfunden und auch in Europa kamen die pedalbetriebenen Selbstspielklaviere v. a. durch Hupfeld sehr in Mode, sodass Anfang des 20. Jahrhunderts phasenweise mehr Pianola-Klaviere und -Flügel ausgeliefert wurden als reine Handspiel-Klaviere und die Klavierproduktion ihren Höhepunkt erreichte. Der Blütezeit in Deutschland wurde durch die beiden Weltkriege und die Weltwirtschaftskrise und auch durch einen veränderten Zeitgeschmack ein jähes Ende gesetzt. Hausmusik wich der Schallplatte und dem Radio, Klavierspielen lernen gehörte nicht mehr automatisch zur Ausbildung. Zahlreiche Hersteller mussten ihre Fabriken schließen, verloren sie durch Zerstörung im Krieg oder mussten auf Kriegsmaterialproduktion umstellen. Zusätzlich geriet die Klavierproduktion auch in Kritik und Material-Schwierigkeiten durch den zuvor massenhaften Einsatz von Elfenbein als Tastenbelag für die Klaviatur eines Klaviers, der fast zur Ausrottung der Elefantenpopulationen in Afrika führte. Nur zaghaft erholte sich die Branche nach dem Zweiten Weltkrieg und erst in den 1960er Jahren begann allmählich wieder ein Aufschwung. Auch die deutsche Wiedervereinigung wirkte sich positiv auf den Klavierbau aus, konnten sich doch bis 1990 traditionsreiche Firmen in Ostdeutschland (zum Beispiel Blüthner) nicht voll entfalten. Der Einbruch der europäischen Klavierproduktion wurde von der amerikanischen und der aufkommenden asiatischen kompensiert. Besonders die letzten Jahrzehnte sind durch den boomenden Klavierbau in Japan, Südkorea und China geprägt. Die japanische Yamaha Corporation fertigt mittlerweile Flügel auf höchstem Niveau, die man immer öfter in Konzertsälen (z. B. der Philharmonie in Berlin) antrifft. Die koreanische Young Chang und die chinesische Pearl River Gruppe gehören heute zu den zahlenmäßig größten Klavierherstellern der Welt.

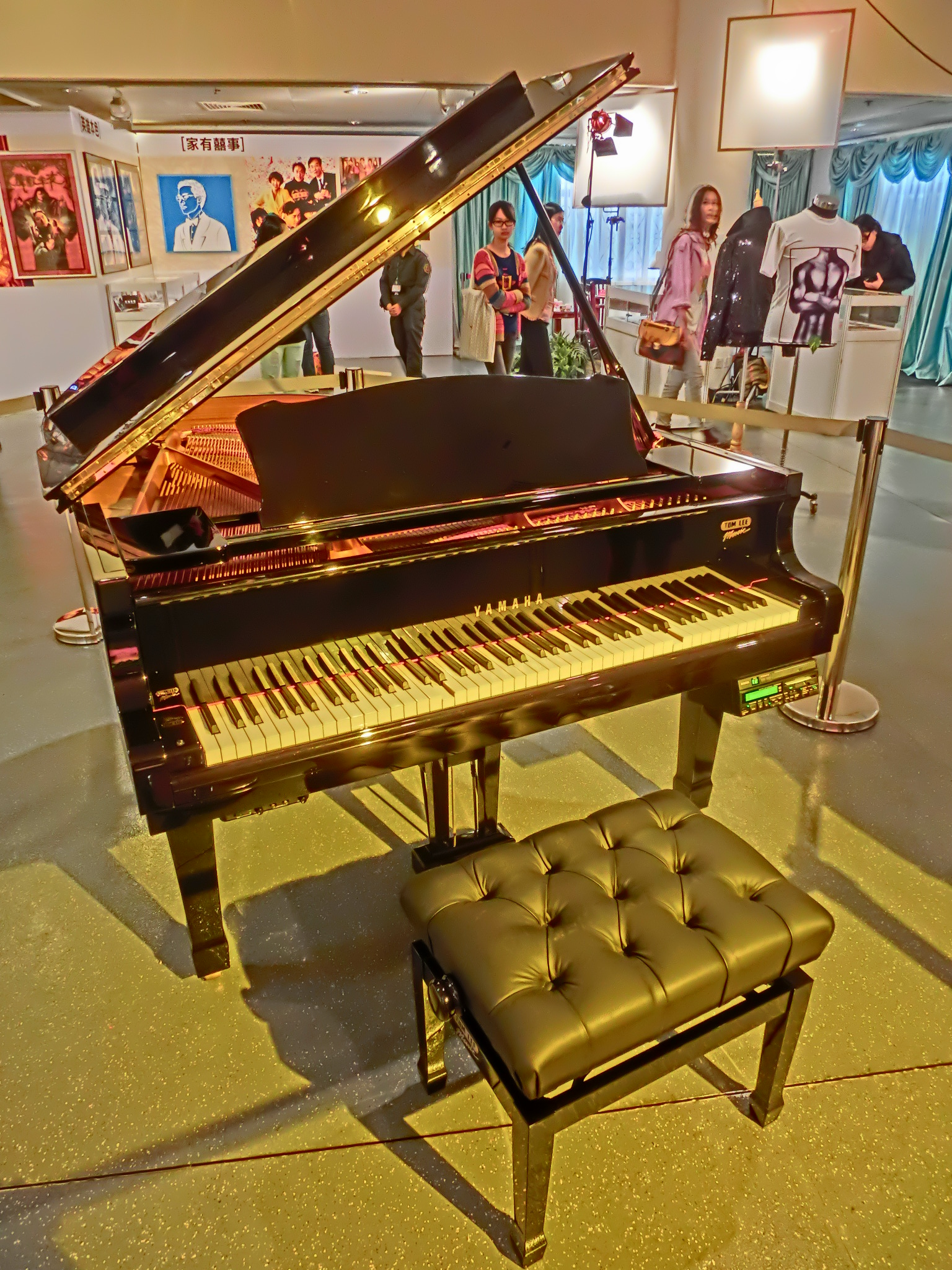
Flügel mit modernem Klavierhocker

Seit den 1980er Jahren werden vermehrt auch die Vorteile der Elektronik im Klavierbau eingesetzt. Das Resultat ist eine Kombination von akustisch-mechanischem Piano und Digitalpiano. Dazu wird in der Klaviermechanik eine Stoppleiste montiert, die die Hämmer kurz vor dem Anschlagen der Saite auffängt (Stummschaltung). Gleichzeitig wird unter den Tasten eine Sensorik montiert, die die Spielsignale auf eine Box überträgt an der Kopfhörer angeschlossen werden können. Somit lässt sich das Klavier auch „stumm“ spielen. Diese Technik wird von verschiedenen Klavierherstellern verwendet und mit verschiedenen, ähnlich klingenden Namen versehen. Yamaha nennt sie Silent Piano (TM)  und seit der Neuvorstellung der nächsten Generation auch TransAcoustic (TM), Kawai Anytime und PianoDisc QuietTime. Auch zum Nachrüsten werden solche Stummschalt-Systeme angeboten.
Zu den führenden Klavierherstellern gehören heute Steinway & Sons, Yamaha (vor allem mit der CF-Serie), Fazioli, Kawai und Bösendorfer (Wien) (gehört seit 2007 zur Yamaha Gruppe) sowie auch die deutschen Unternehmen C. Bechstein, Julius Blüthner, Wilhelm Schimmel, Sauter und Steingraeber.

### Elektronische Pianos, Digitalpianos und Hybridpianos

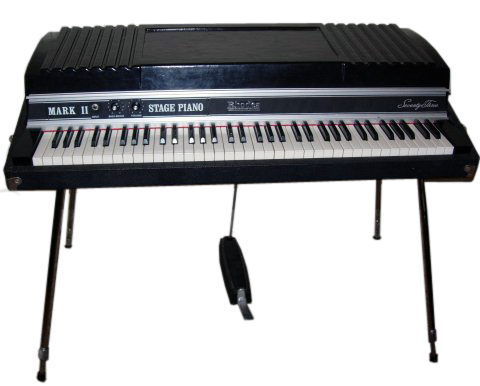
Rhodes Piano

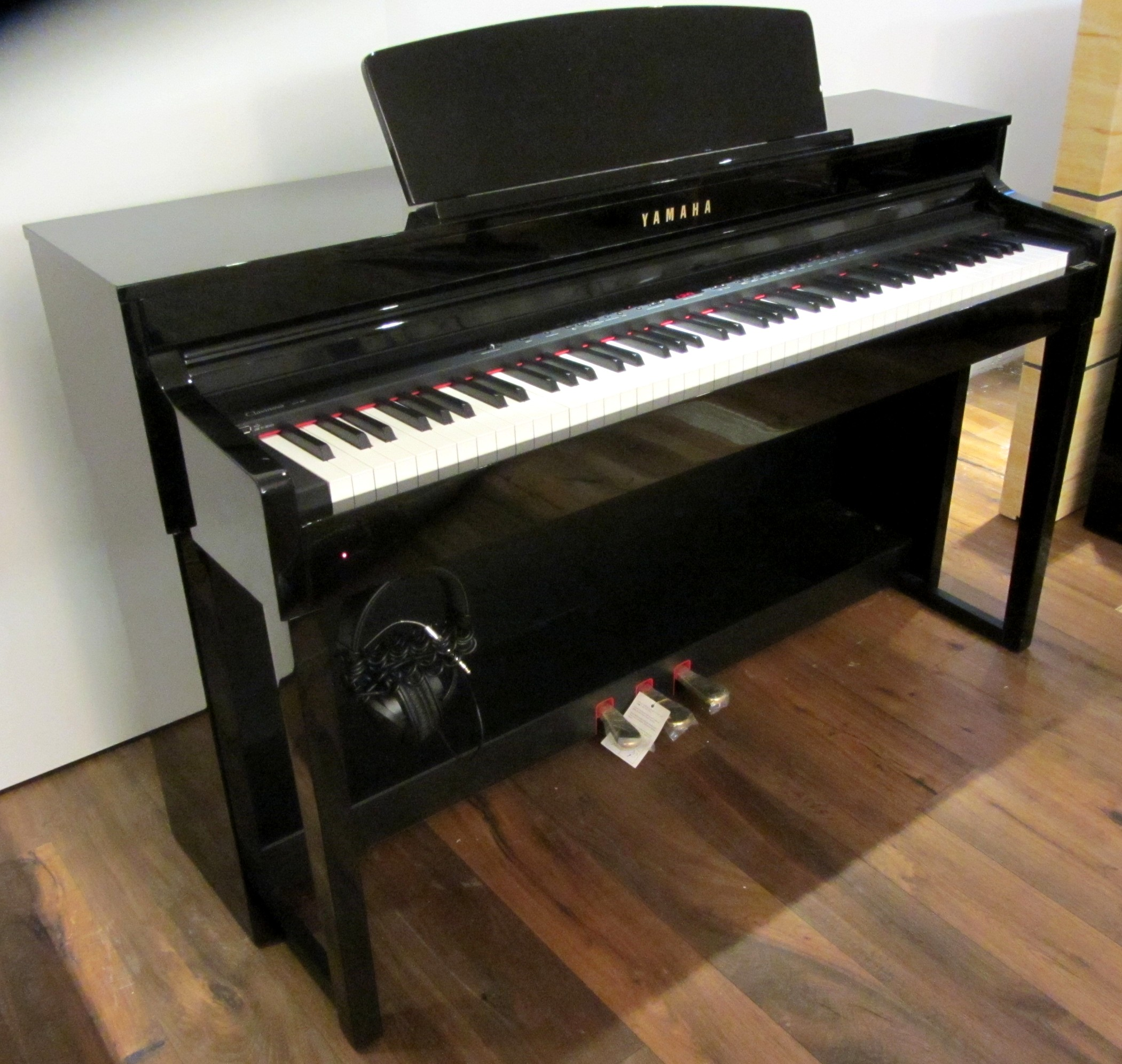
Modernes Digitalpiano von Yamaha

Eine charakteristische Entwicklung des 20. Jahrhunderts sind die elektronischen Tasteninstrumente. Bereits Ende des 19. Jahrhunderts wurde, kaum nach Entdecken der Elektrizität, mit deren neuen Möglichkeiten experimentiert. Aus ihnen entwickelten sich selbstständige und neue Instrumentengruppen, so beispielsweise das Rhodes Piano, welche meist für andere Musikstile als das klassische Piano Verwendung finden. So hat beispielsweise ein Keyboard nicht mehr viel mit einem Klavier zu tun.
Eine ganz andere Entwicklungslinie, welche in den 1980er Jahren begann, steht hinter den Digitalpianos. Im Gegensatz zu früheren Neuentwicklungen in der Geschichte des Klaviers, ist das Ziel nicht die Verbesserung des Bestehenden oder die Erschaffung von etwas Neuem, sondern im Gegenteil die Absicht, das „Original“ möglichst genau zu imitieren. Die entscheidenden Elemente sind dabei der Klang und das Spielgefühl (Klaviatur und Mechanik). Heute wird der Klang eines Tones nicht synthetisiert, sondern unter verschiedenen Bedingungen (Anschlagstärke, Pedalgebung, Resonanzen in Abhängigkeit von bereits zuvor niedergedrückten Tasten) mit hochwertigen Mikrophonen aufgenommen, digitalisiert und gespeichert (englisch: „Sampling“) und dann durch das digitale Instrument entsprechend der Betätigung der Tasten wiedergegeben.
Um das Spielgefühl möglichst genau zu imitieren, wurden eigene Mechaniken für Digitalpianos entwickelt. Teilweise werden sogar Klaviermechaniken von mechanisch-akustischen Instrumenten eingebaut, deren Bewegung mit Sensoren erfasst wird. Man spricht in diesem Falle von Hybridpianos.
Digitale Instrumente werden zunehmend auch von professionellen Pianisten zu Übungszwecken und zum Unterrichten eingesetzt. Sie bieten gegenüber akustischen Klavieren nicht nur Nachteile, sondern auch bestimmte Vorzüge, wobei die Bandbreite und Qualität auch bei derlei Instrumenten sehr stark variieren kann: Der Bezugston lässt sich transponieren und die Tonhöhe kann frequenzgenau angepasst werden. Ferner können bei manchen Modellen die Klangfarbe, Klangeffekte und das Stimmungssystem gewählt werden. Viele Digitalpianos verfügen über digitale Schnittstellen und können sowohl zur Aufnahme der darauf gespielten Musik als auch zur Wiedergabe eingesetzt werden. Sie sind verhältnismäßig leicht und brauchen kaum Wartung. Die Lautstärke lässt sich regulieren und das Instrument kann mit Kopfhörern gespielt werden. Dafür reicht der Klang und das Anschlagsgefühl eines Digitalpianos in der Regel nicht an ein echtes Klavier heran.

## Aufbau

### Bestandteile

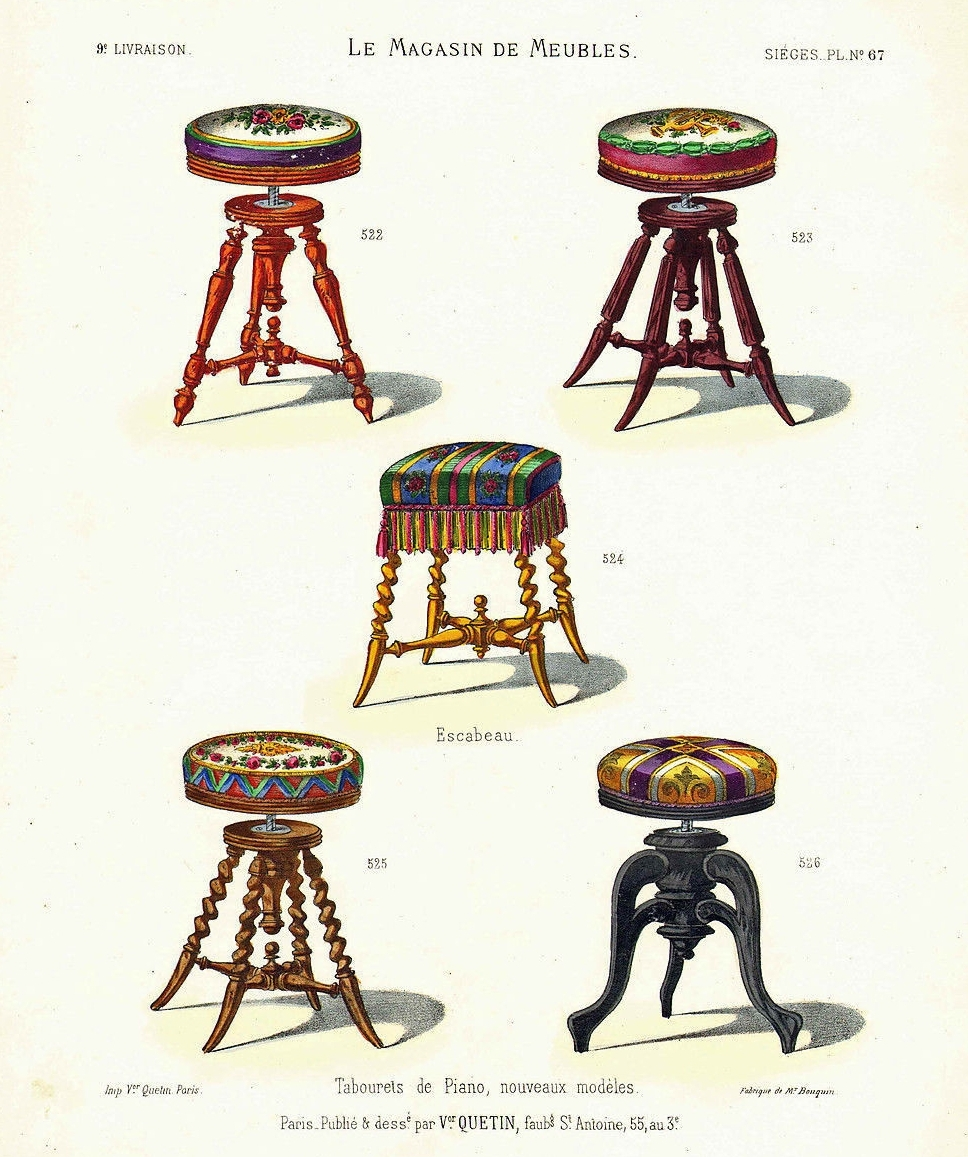
Verschiedene historische Klavierhocker

Flügel und Pianos haben alle wesentlichen Bauteile gemeinsam:
- das Gehäuse (den Korpus) mit Balkenkonstruktion, Verstrebungen und Rasten aus Holz
- den darauf geleimten Resonanzboden aus Holz
- den Stimmstock aus Holz
- die auf den Stimmstock geschraubte gusseiserne Platte mit eingeschraubten Wirbeln aus Metall, an denen die Saitenenden aufgewickelt sind
- Saiten aus Gussstahldraht (für die tiefsten Töne je eine mit Kupferdraht umsponnene dickere Saite, für einen Übergangsbereich je zwei mit Kupferdraht umsponnene dünnere Saiten, für die übrigen Töne je drei Blanksaiten)
- die Klaviermechanik, bestehend aus einem komplizierten Spielwerk von Tasten, Federn, Zungen, Stößeln, Dämpfern und Hämmern, die beim Tastendruck die Saiten anschlagen und damit den Klang erzeugen
- die dazugehörige Klaviatur von regulär 88 Tasten
- zwei bis drei Pedale

Diese Bauteile waren ca. 1880 bis zur Perfektion entwickelt und werden ohne wesentliche Änderung bis heute zusammengefügt. Die einzigen Fortschritte ergaben sich in der Mechanisierung und Automation der Fertigung der Kleinteile.

### Spielwerk
Das Spielwerk, auch als Klaviermechanik, Hammermechanik oder Anschlagmechanik bezeichnet, ist eine Hebel-Konstruktion, bei der auf Tastendruck Hämmer gegen die Saiten des Klaviers geschleudert werden, um diese zum Klingen zu bringen. Die Mechaniken wurden über die Jahrhunderte immer wieder verbessert, zu unterscheiden sind Mechaniken für die senkrecht besaiteten Pianinos und Mechaniken für waagerecht besaitete Flügel bzw. Tafelklaviere.

### Klaviatur

Klaviatur mit 88 Tasten: Das eingestrichene C in der Bildmitte ist mit einem Kreis markiert.

Seit dem 19. Jahrhundert ist es üblich geworden, den gesamten auf einem Instrument zur Verfügung stehenden Tonraum durchgehend mit Tasten in einer von links nach rechts in der Tonhöhe aufsteigenden chromatischen Anordnung zu versehen, wobei jeder vollständige Oktavraum aus sieben weißen und fünf schwarzen Tasten („7-5-Klaviatur“) besteht. Die weißen Tasten entsprechen den sieben diatonischen Stammtönen, die schwarzen Tasten deren chromatischen Veränderungen, wodurch sich die vollständige chromatische Abfolge von 12 Tönen innerhalb eines Oktavraums ergibt.

7-5-Klaviatur, von c ausgehend.

Die Klaviatur der meisten Flügel, Pianinos und Digitalpianos besteht aus 88 Tasten (bei älteren Instrumenten sind es oft nur 85, weil bei ihnen die Klaviatur in der Höhe beim a4 endet), davon 52 „weiße Tasten“ (auch „Vordertasten“ oder „Untertasten“) und 36 „schwarze Tasten“ (auch „Hintertasten“ oder „Obertasten“), die in ihrer Höhe über die weißen Tasten hinausragen, schmaler sind und zusätzlich abgeschrägte Seitenflächen haben. Aus der normierten Tastenbreite moderner Instrumente ergibt sich eine Gesamtbreite der Klaviatur von 123 cm; die Oberfläche der weißen Tasten befindet sich etwa 74 cm über dem Boden.

### Pedale

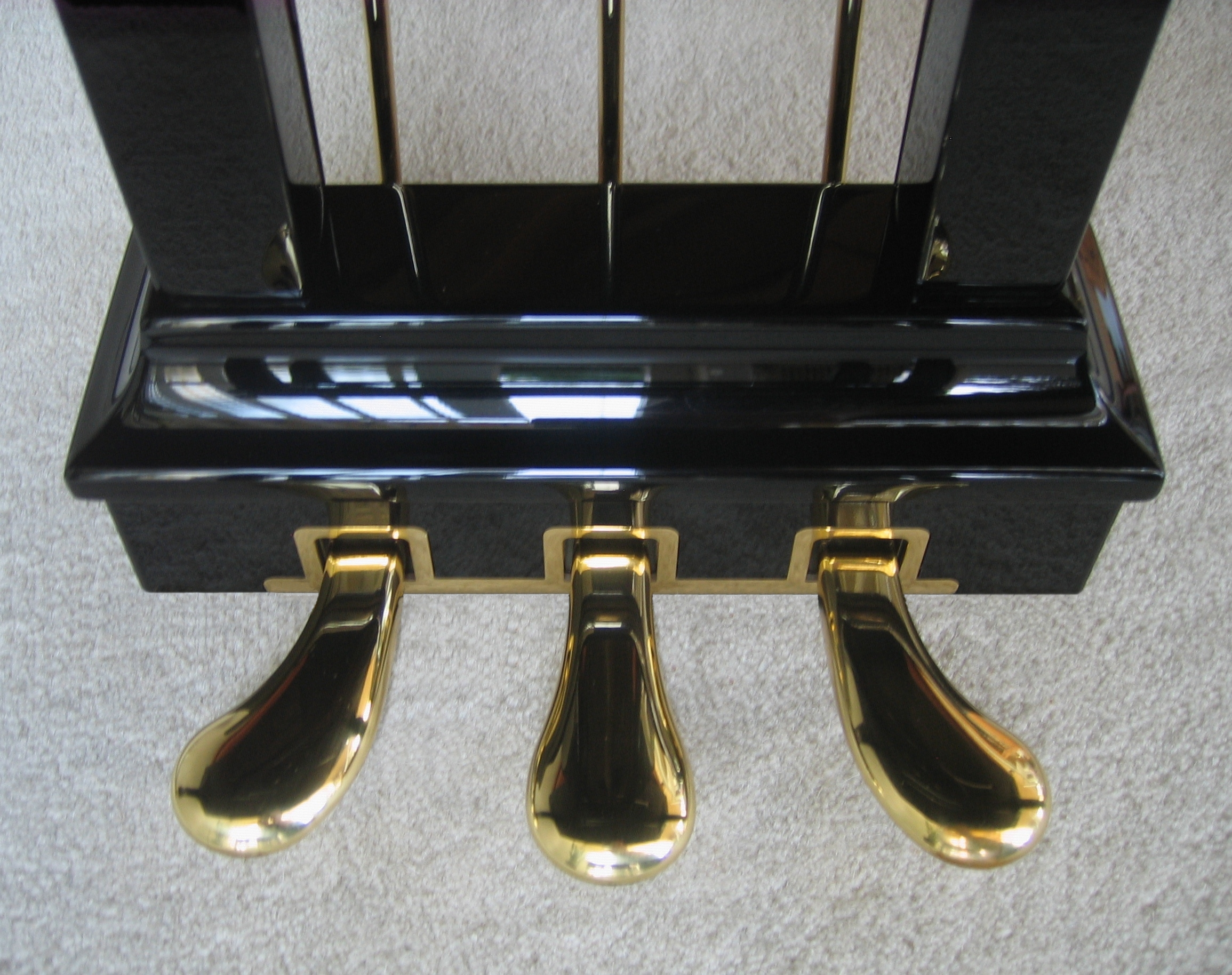
Una-corda-, Sostenuto- und Forte-Pedal eines Flügels

Der Klavierklang kann durch mehrere Pedale beeinflusst werden. Heute sind meist zwei bis drei Pedale Standard.
Das rechte Pedal heißt Fortepedal (von it. forte: kräftig, laut), auch Dämpferpedal oder Haltepedal (nicht zu verwechseln mit dem weiter unten beschriebenen Tonhaltepedal); mit der Aufforderung „senza sordino“ (it. für „ohne Dämpfer“, oft in der italienischen Pluralform „senza sordini“, etwa im 1. Satz von Beethovens „Mondscheinsonate“) ist ebenfalls das rechte Pedal gemeint. Es sorgt dafür, dass alle Dämpfer von den Saiten abgehoben werden, damit die angeschlagenen Töne auch nach dem Loslassen der Tasten weiterklingen. Außerdem schwingen die nun ungedämpften Saiten anderer Töne mit, was dem Klavier einen volleren Klang gibt. Im künstlerischen Klavierspiel wird das rechte Pedal in hochdifferenzierter Weise eingesetzt; man unterscheidet z. B. das Harmoniepedal (Sammelpedal), das synkopierte Pedal (Legato- oder Bindepedal), das Halbpedal, das voraus getretene und das gleichzeitig getretene Pedal.
Das linke Pedal heißt „Pianopedal“ (von it. piano: leise), auch Leisepedal, Verschiebung oder una corda (it. für „eine Saite“). Beim Flügel wird die gesamte Mechanik einige Millimeter nach links oder rechts verschoben, sodass die Hämmer nicht mehr alle drei Saiten eines Saitenchors treffen, sondern nur noch zwei bzw. eine Saite. Dadurch verändert sich auch die Klangfarbe, weil nunmehr Saiten existieren, die nicht durch direkten Anschlag, sondern durch Resonanz erregt werden. Außerdem treffen durch die Verschiebung andere Stellen des Hammerfilzes auf die Saiten. Diese Stellen sind anders intoniert (d. h. vom Klavierstimmer mit der Intoniernadel aufgeweicht bzw. mit einer Feile gehärtet) als die Filzstellen, die in Normalstellung die Saiten anschlagen. Beim Pianino bewegt das linke Pedal die Hämmer der Klaviermechanik näher an die Saiten, sodass die Kraft, die jeder Hammer bei Betätigung aufbauen kann, geringer ist. Damit wird das Spielen besonders leiser Stellen vereinfacht. Der Hersteller Fazioli bietet ein Flügel-Modell mit zwei Piano-Pedalen an, die dem Pianisten die Wahl zwischen der „Verschiebung“ und dem Pianopedal der Pianino-Technik ermöglicht.
Das (nicht immer vorhandene) mittlere Pedal ist entweder ein Tonhaltepedal, ein Moderatorpedal oder ein Stummschaltepedal (bei Hybridpianos). Wenn ein Flügel ein mittleres Pedal besitzt, handelt es sich in der Regel um das so genannte Tonhalte-, Tonhaltungs-, Sostenuto- oder Steinway-Pedal. Diese Vorrichtung wurde von französischen Klavierbauern entwickelt (Jean Louis Boisselot 1844, Claude Montal 1862) und in den USA zum Erfolg geführt (Albert Steinways Patent von 1874). Sie hindert die gerade gehobenen Dämpfer daran, wieder zurückzufallen. Der Spieler kann damit also einzelne Töne oder Klänge festhalten, während alle anderen Dämpfer weiterhin auf das Spielen und Loslassen der Tasten (bzw. das rechte Pedal) reagieren. Das Tonhaltepedal – mittlerweile ist es auch bei größeren und teureren Pianinomodellen anzutreffen – findet vor allem in der Klaviermusik des 20. Jahrhunderts Verwendung.
Wenn ein Pianino ein mittleres Pedal besitzt, handelt es sich meist um den so genannten Moderator. Bei Betätigung schiebt sich ein Filzstreifen zwischen Hämmer und Saiten und macht das Instrument deutlich leiser. Dieses Pedal kann oft in der unteren Position durch eine Seitwärtsbewegung verriegelt werden. Bei manchen Pianinos wird der Moderator nicht über ein Pedal, sondern über einen schiebbaren Knopf oder einen drehbaren Hebel aktiviert, der links der Klaviatur oder unter ihr sitzt. Vor allem in den 1960er Jahren versahen einige Hersteller den Filzstreifen mit Nieten, die dem Klavier einen klimpernden, cembaloähnlichen Klang verliehen. Da diese Metallplättchen allzu leicht Saiten und Hammerköpfe beschädigten, haben sie sich nicht durchgesetzt.

### Besonderheiten des Flügels
| 1 Gussrahmen 2 Vorderdeckel 3 Kapodaster bzw. Druckstab (vordere Saitenbegrenzung) 4 Dämpfer 5 Hinterdeckel | 6 Dämpferarm 7 Teil der Pedalmutation (Wackelbrett) 8 Teil der Pedalmutation (Stößer) 9 Teil der Pedalmutation 10 Pedalstange 11 Pedal | 12 Steg 13 Saitenanhang 14 Gussrahmen 15 Resonanzboden 16 Saite |

Ein Flügel steht, wie ein Cembalo, frei im Raum. Raste, Resonanzboden und Besaitung sind horizontal, parallel zum Boden, angeordnet. Der Klang strahlt daher vom Resonanzboden überwiegend nach unten und oben ab. Unten wird er vom Fußboden reflektiert und verteilt, oben entweder vom geschlossenen Deckel gedämpft oder vom geöffneten Deckel gebündelt zur Seite hin abgestrahlt.
Ein Tastendruck führt zu einer Aufwärtsbewegung des hinteren Teils der Tastenwippe. Beim Flügel wird dadurch der Hammer nach oben an die Saite geschleudert. Das Gewicht des Hammers ist direkt an der Taste spürbar und ermöglicht eine differenzierte Klanggestaltung. Durch ihre horizontale Lagerung wird das Zurückschnellen der Hämmer von der Saite durch die natürliche Schwerkraft unterstützt. Die Repetitionsfähigkeit eines Flügels, also die Geschwindigkeit, mit der ein und derselbe Ton mehrfach hintereinander angeschlagen werden kann, ist daher stärker ausgeprägt als bei einem Pianino.
Manche Konzertflügel, etwa der „Imperial“ von Bösendorfer, haben eine auf bis zu acht Oktaven Tonumfang (C2 bis c5) erweiterte Klaviatur.

### Besonderheiten des Pianinos
Beim Pianino stehen Raste, Resonanzboden, Gussrahmen, Besaitung und Hammermechanik (Ständermechanik) senkrecht zum Boden, so dass man es platzsparend an die Wand stellen kann und der Klang zunächst nach vorne und nach hinten abstrahlt. Bei der üblichen Aufstellung wird der hintere Anteil direkt von der Zimmerwand reflektiert und zurück auf den Resonanzboden gelenkt. Eine leicht von der Wand abgewandte Position oder ein kleiner Winkel zur Wand verändert oft den Klang von Pianinos enorm zum Vorteil. Der vordere Klang-Anteil wird im Gehäuse reflektiert.
Durch den Anschlag auf der Vorderseite der Harfe ist die Resonanzbodenfläche eines Hochklaviers oft vergleichsweise groß. Das macht höhere Pianinos (ab ca. 120 cm Höhe) oft erstaunlich klangstark – speziell im Vergleich zu kleineren Flügeln (unterhalb von 170 cm Länge).
Beim Pianino muss die Aufwärtsbewegung der Tastenwippe in eine Vorwärtsbewegung des Hammers umgesetzt werden. Dadurch ist der Fingerkontakt zum Hammer indirekter.
Die Dämpfung eines Pianinos oder Hochklaviers befindet sich normalerweise unterhalb der Hämmer auf derselben Seite der Saitenanlage, im Bereich der stärkeren Amplituden der Schwingungsbäuche.
Ältere Pianinos haben jedoch (bis ca. 1910) teils eine sogenannte Oberdämpfer-Mechanik; die Dämpfer-Puppen sitzen über den Hämmern. Im Englischen findet man hierfür auch den Begriff „birdcage action“, „Vogelkäfig“-Mechanik, wegen der vor die Hammermechanik gebauten Dämpfer-Betätigungsdrähte. Diese Art der Dämpfung ist zum einen weniger effektiv als bei einem Unterdämpfer-Klavier, da sie die Schwingungen nur im Randbereich der Schwingungsbäuche abdämpft, zum Weiteren kann die Dämpferpuppe bei kurzen Diskantsaiten einen optimalen Hammeranschlagspunkt vereiteln – mit entsprechenden Nachteilen für die Klangqualität. Das Stimmen und vor allem die Regulation der Mechanik können durch die vorn liegenden Dämpferdrähte erschwert sein. Dass Oberdämpfer-Klaviere aus diesen Gründen jedoch generell völlig untauglich seien, wie man oft behauptet findet, kann man nicht sagen. Ein gut reguliertes Oberdämpferklavier ist wegen seines deutlichen Nachklingens das prädestinierte Instrument für frühen Jazz und vor allem für den Ragtime.

## Klang

### Zusammensetzung

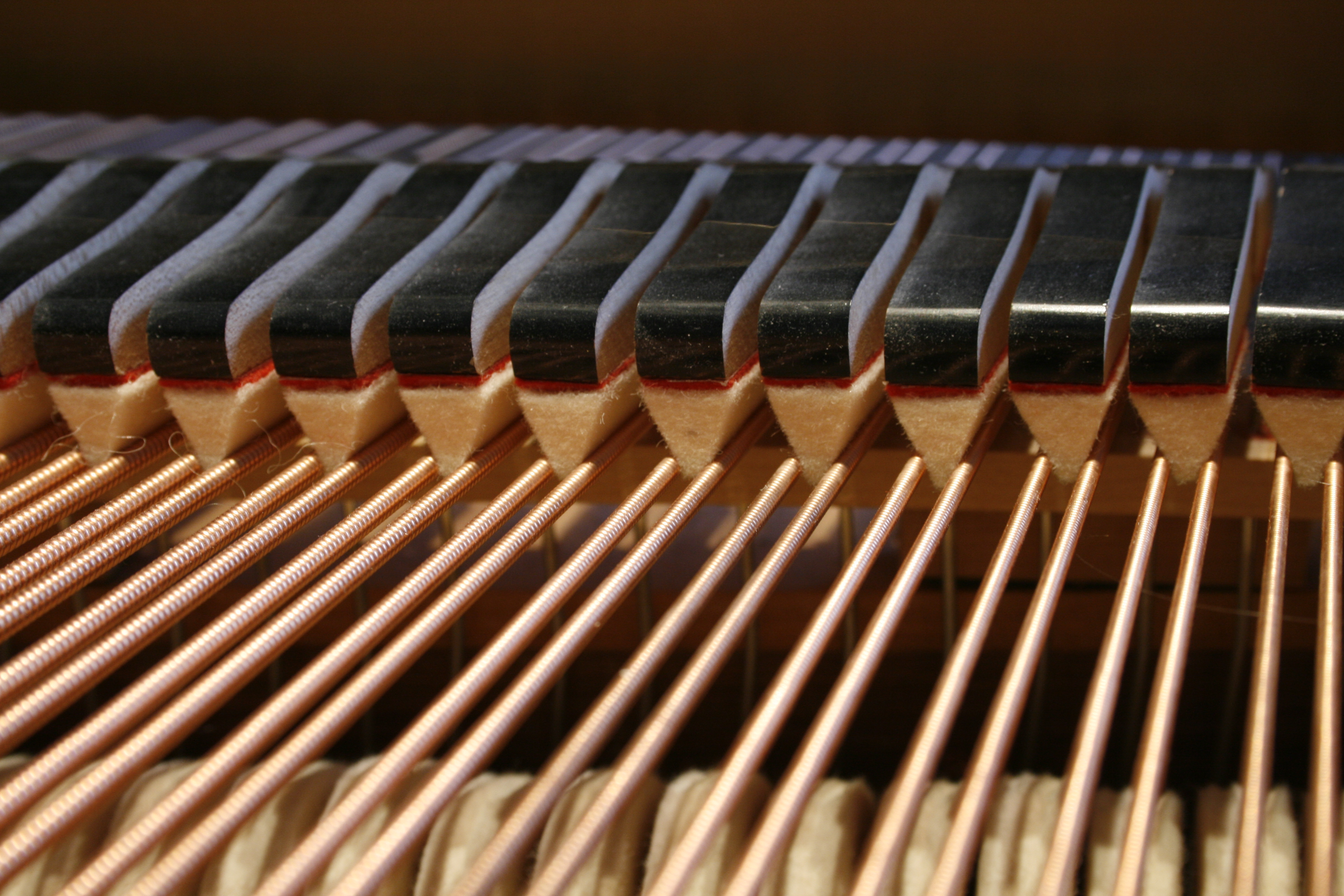
Blick auf den zweichörigen Saitenbezug eines Flügels – unten die Hammerköpfe, oben die Dämpfer

Zu den spezifischen Merkmalen des Klavierklangs gehören die festgelegten Tonhöhen, eine an die Anschlagsgeschwindigkeit und somit die Lautstärke gekoppelte Färbung des Klangs und das unwiderrufliche Verklingen des Tons, der nach erfolgtem Anschlag nur noch durch Gebrauch des rechten Pedals verlängert und durch allmähliches oder abruptes Aufsetzen der Dämpfung allmählich oder abrupt beendet werden kann.
Eine Besonderheit des Klaviers ist, dass die Töne (abgesehen von den tiefsten) nicht nur von einer, sondern von zwei bis drei gleich gestimmten Saiten erzeugt werden, einem so genannten Saitenchor. Ursprünglich sollte diese „Mehrchörigkeit“ die Lautstärke des Instrumentes erhöhen; vor allem aber führte sie zu einem komplexeren Verlauf des aus Sofort- und Nachklang zusammengesetzten Klanges.
Die Saiten eines Saitenchors werden gemeinsam angeschlagen. Da sie gleichgestimmt sind, schwingen sie gleichphasig, allerdings mit leicht unterschiedlichen Amplituden, weil die Form des Hammers nie vollkommen regelmäßig ist. Die am schwächsten angeschlagene Saite schwingt nach Abklingen ihrer eigenen Anregung allmählich mit den anderen Saiten mit. Nun fungieren die Saiten des Saitenchors als gekoppelte Pendel und tauschen einen Großteil ihrer Energie miteinander aus.
Als Sofortklang wird der laute, aber schnell abklingende Teil des Klaviertones bezeichnet. Er entsteht hauptsächlich durch eine Transversalschwingung der Saiten in Richtung des Hammerschlags, also senkrecht zum Resonanzboden. Diese Schwingung wird primär vom Hammer angeregt, aber vergleichsweise rasch senkrecht auf den Resonanzboden übertragen, wodurch sie ihre Energie als Schall an die Luft abgibt.
Als Nachklang wird der leisere, dafür aber langsamer abklingende Teil des Klaviertones bezeichnet. Dieser entsteht vor allem durch eine leichte Transversalschwingung der Saiten quer zum Hammerschlag, also parallel zum Resonanzboden. Diese Schwingung gibt ihre Energie nur schwer an den Resonanzboden ab und verklingt daher langsam.
Die Verwendung des linken Pedals schwächt einerseits den Sofortklang, da nur zwei der drei Saiten eines Saitenchores angeschlagen werden, und unterstützt andererseits den Nachklang, da der Saitenchor als System gekoppelter Pendel seine Energie vergleichsweise langsam abgibt. Das linke Pedal führt also nicht nur zu einem anfangs leiseren, sondern auch zu einem relativ länger anhaltenden Ton.

### Klangbeeinflussung
Der Klang und die Lautstärke eines Tones auf dem Klavier ist allein abhängig von der Geschwindigkeit und somit von der Bewegungsenergie des Hammers, der die Saiten anschlägt, nicht jedoch von der Art und Weise, wie der Klavierspieler den Hammer auf diese Geschwindigkeit beschleunigt, also auch nicht von einer bestimmten Anschlagstechnik. Wenn man die Pedale unberücksichtigt lässt und von einigen Phänomenen absieht, die eine zusätzliche Rolle spielen, etwa den „oberen“ und „unteren Geräuschen“, die abhängig von der Spielweise beim Zusammenstoß zwischen Finger und Taste bzw. zwischen Tastenholz und Tastenboden entstehen, verlaufen Klangfarben- und Lautstärkenänderung auf dem Klavier also stets parallel zueinander.
Allerdings hängt der Zeitpunkt des Anschlags der Saiten nach dem Beginn des Niederdrückens einer Klaviertaste vom zeitlichen Kraftverlauf und somit der Beschleunigung des Hammers während des Niederdrückens ab, wodurch ein trainierter Pianist einen bestimmten Ton trotz gleicher Lautstärke in gewissen Grenzen gezielt etwas früher oder später erklingen lassen kann („Mikro-Agogik“) und unabhängig von der Lautstärke Akzente setzen kann. Insofern hat die Anschlagtechnik des Pianisten durch den tatsächlich erzielten Zeitpunkt des Einsetzens des Klaviertones einen entscheidenden Einfluss auf den Klaviervortrag.

### Stimmen, Intonieren und Regulieren

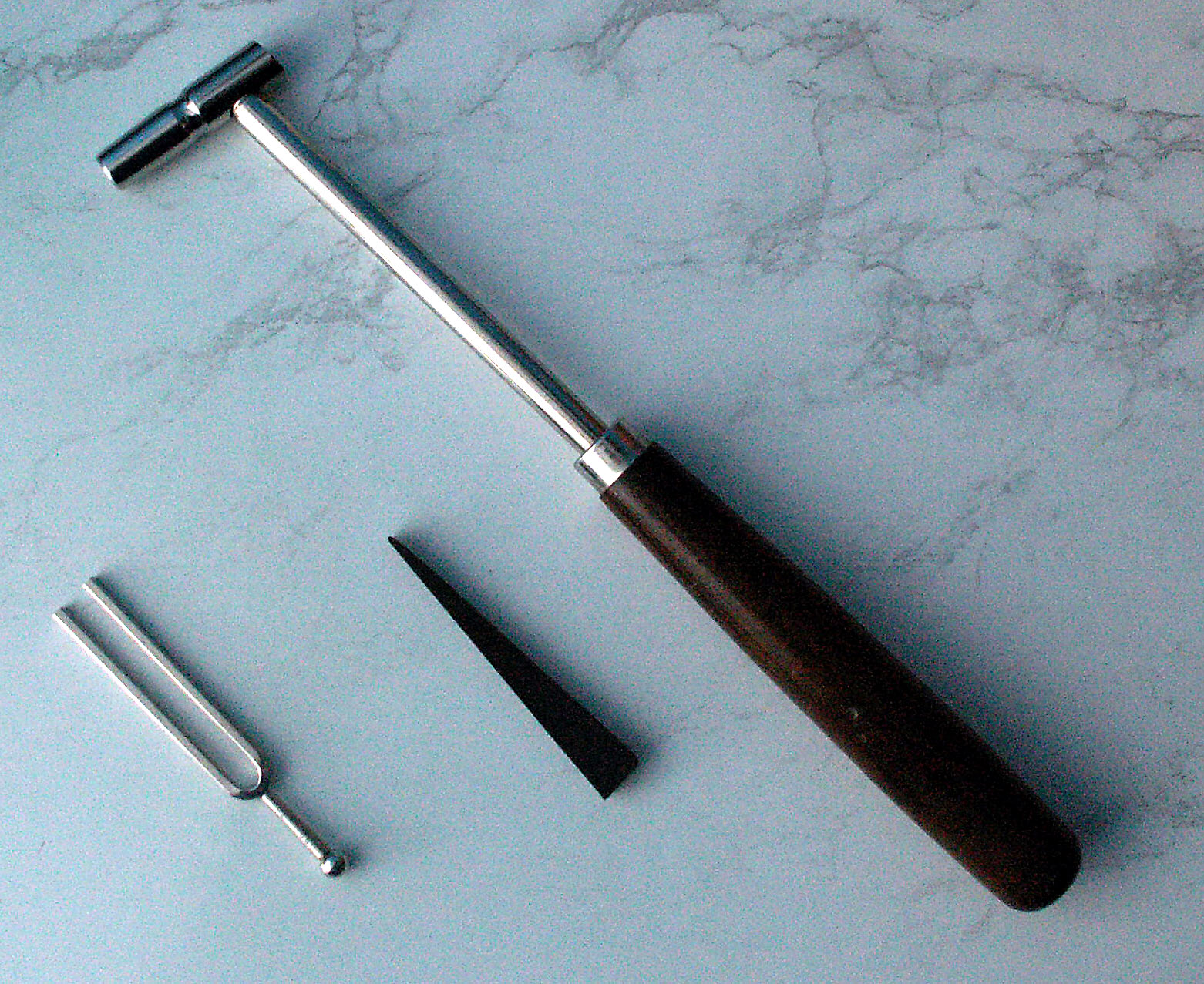
Stimmhammer, Stimmkeil aus Gummi und Stimmgabel

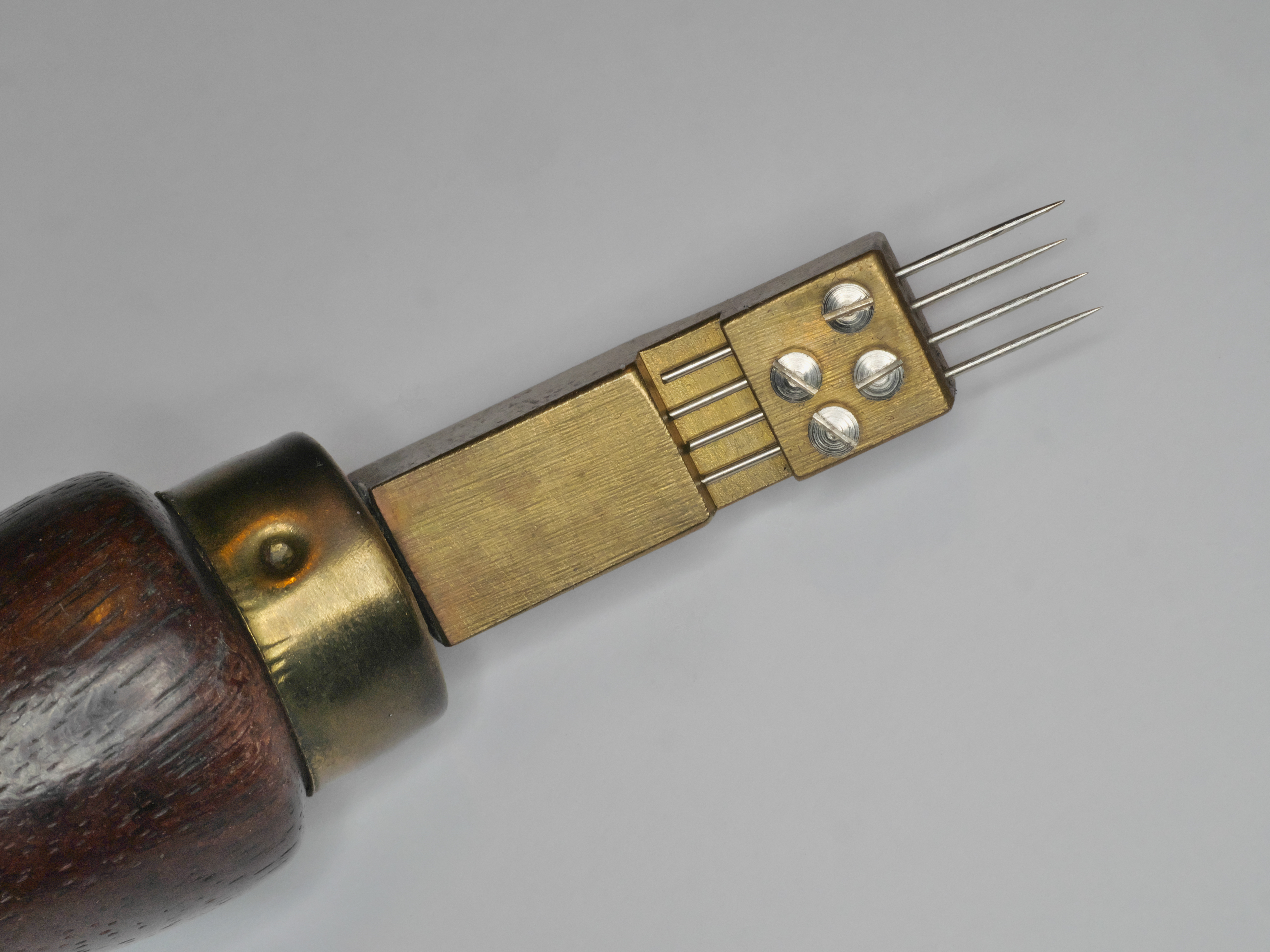
Intoniernadel für Klavierhämmer mit vier Nadelhalterungen

Da sich Klaviere durch den Saitenzug, durch die Spielbelastung und durch klimatische Schwankungen verstimmen und in der Folge unschön (gewollt beim Honky-Tonk-Piano) klingen, sollten sie mindestens einmal jährlich gestimmt werden. Aufgrund von Inharmonizitäten der Obertöne ist auch die Stimmung subjektiv vom Klavierstimmer festgelegt. (In Konzerthäusern werden Flügel bis zu dreimal täglich gestimmt.) Standard ist die gleichstufige Stimmung; für originale oder nachgebaute historische Instrumente werden oft ungleichstufige Stimmungen bevorzugt (historische Aufführungspraxis).
Um den Flügel oder das Pianino klanglich auszuarbeiten, wird der Klavierbauer nicht nur stimmen, sondern auch intonieren. Zu den möglichen Vorarbeiten zählt das leichte Abziehen der aus Filz bestehenden Hammerköpfe mit Sandpapierfeilen – das macht den Klang gleichmäßiger und gegebenenfalls etwas „härter“. Dann folgt das eigentliche Intonieren durch gezieltes Stechen in bestimmte Hammerkopfbereiche mit Intoniernadeln – eine Arbeit, die den Klang in der Regel „weicher“ macht.
Neben dem Stimmen und Intonieren wirkt sich auch das Regulieren der Mechanik (des Spielwerks, der Klaviatur und der Pedale) unmittelbar auf den Klang des Instrumentes aus.

### Raumklima
Das Raumklima hat direkte Auswirkungen auf den Klang des Instruments, außerdem auf Regulierung, Stimmung und insgesamt auf die Wertbeständigkeit.
Vor allem die Luftfeuchtigkeit sollte möglichst konstant sein. Empfohlen wird eine relative Luftfeuchte zwischen 40 und 70 %, idealerweise zwischen 50 und 60 %. Werte unter 40 % führen zu starker Austrocknung des Holzes und sollten unbedingt vermieden werden, Werte über 70 % begünstigen Rostbildung an Metallteilen, zum Beispiel den Saiten. Nicht empfohlen wird die Aufstellung an schlecht isolierten Außenwänden, in der Nähe von Heizkörpern oder auf einem geheizten Fußboden; auch Zugluft und direkte Sonneneinstrahlung sind zu vermeiden.
Klaviere reisen oft um den halben Erdball, bevor sie ihren Bestimmungsort erreichen. Das kann zu schwerwiegenden Problemen führen, beispielsweise, wenn ein für das schwüle Klima Ostasiens konzipiertes Instrument in Mittel- oder Nordeuropa den ersten kalten und somit trockenen Winter durchstehen muss. Heute produzieren große und renommierte Klavierfirmen wie Yamaha ihre für den Export nach Europa oder Nordamerika bestimmten Instrumente in spezifisch klimatisierten Räumen.
Sinkt die Luftfeuchtigkeit über einen längeren Zeitraum stärker ab, so verlieren die Holzbauteile Feuchtigkeit und ziehen sich zusammen. Die Gefahr besteht, dass sich Stimmwirbel und Schrauben lockern, Klaviaturrahmenbalken und Mechanikbalken verziehen (was die Regulierung von Klaviatur und Mechanik beeinträchtigt), dass der Resonanzboden seine Wölbung verliert (wodurch die Stimmung sinkt und der Klang leidet) und vielleicht sogar reißt. Steigt hingegen die Luftfeuchtigkeit über einen längeren Zeitraum stärker an, so verstärkt sich die Wölbung des Resonanzbodens, steigt die Stimmung, können Achsen und Tasten klemmen und wird der Klang dumpfer (weil der Hammerfilz Feuchtigkeit aufnimmt). Diesen Problemen kann bis zu einem gewissen Maß durch hochwertige Materialien entgegengewirkt werden. Auch sind Klaviaturrahmen und Mechanikbalken aus Metall möglich, bringen allerdings wieder andere Nachteile mit sich. Schichtverleimte Resonanzböden arbeiten kaum, klingen aber deutlich schlechter.
Materialien wie Plexiglas oder Kohlenstofffaser-Verbundwerkstoffe (CFK) reagieren nur wenig auf Klimaschwankungen und werden inzwischen bei einzelnen Serienmodellen zur Fertigung des Klavierkörpers bzw. des Resonanzbodens eingesetzt.

## Verbreitung und Nutzung
1925 wurden allein in Deutschland, dem damals führenden Produktionsland, 137.000 Klaviere gebaut. In den USA ging mit dem Erfolg des Ragtime zu Beginn des 20. Jahrhunderts ein enormer Aufschwung des Klavierbaus einher, auch (bis etwa 1930) beim Bau pneumatisch und elektrisch angetriebener Reproduktionsklaviere. 2007 wurden weltweit zirka 450.000 Pianinos und Flügel produziert, etwa zwei Drittel davon im Fernen Osten; aus Deutschland kamen weniger als 10.000 Instrumente. Preisunterschiede zwischen ähnlich dimensionierten Klavieren (auch zwischen verschiedenen Produktlinien eines und desselben Herstellers) ergeben sich aus kürzeren oder längeren, mehr oder weniger automatisierten Produktionsprozessen, aus der Produktion in Niedrig- oder Hochlohnländern und aus unterschiedlichen Qualitäten etwa des Klangholzes oder des Filzes.
Im Jahr 1980 gab es in den westdeutschen Privathaushalten etwa 9.300.000 Flöten, 8.400.000 Mundharmonikas/Melodikas, 3.800.000 Gitarren, 2.200.000 Akkordeons und 1.600.000 Pianinos/Flügel.
Das Freizeitverhalten in Deutschland hat sich geändert: Nur noch zwei Prozent der Menschen musizieren täglich, 78 Prozent jedoch nie. Entsprechend hat sich der Absatz von Klavieren seit 1925 auf etwa ein Zehntel (12.000 im Jahr) verringert. Es gibt 1,5 Millionen Instrumente; 130.000 Schüler nehmen Unterricht. Gebrauchte Klaviere werden wegen der hohen Kosten bei Umzügen und für das Stimmen häufig verschenkt; pro Jahr werden rund 3500 Instrumente verschrottet.
Weltweit werden pro Jahr knapp 500.000 Klaviere gefertigt, davon mehr als die Hälfte in China. Aus Deutschland kommen rund 5 Prozent der jährlich produzierten Instrumente.

## Klaviermusik
Der erste Komponist, welcher speziell für das von Bartolomeo Cristofori erfundene Hammerklavier schrieb, war Lodovico Giustini aus Pistoia. Er komponierte zwölf Sonaten mit dem Titel „Sonate Da Cimbalo di piano e forte detto volgarmente di martelletti“, die im Jahre 1732 in Florenz publiziert wurden. Damit die Interpreten die Möglichkeiten des neuen Instruments ausschöpfen würden, versah er seine Musik mit Anmerkungen wie „più forte“ (lauter) oder „più piano“ (leiser).
Komponisten wie die Bach-Söhne, Wolfgang Amadeus Mozart und Ludwig van Beethoven und andere komponierten Musik, die in der zweiten Hälfte des 18. Jahrhunderts zu Teilen bereits solistisch für das Klavier geschrieben war.
In der ersten Hälfte des 19. Jahrhunderts war es insbesondere Frédéric Chopin, welcher vornehmlich für das Klavier Musik schrieb. In der zweiten Hälfte waren es Komponisten wie Franz Liszt, Sergei Rachmaninow, Anton Rubinstein, Ignacy Jan Paderewski und andere Komponisten des romantischen Repertoires, die sich in der Pianomusik hervortaten, oft noch mit dem Hauptanliegen, auf den Bühnen als Pianist vorrangig ihre eigenen Musikkompositionen zur Aufführung zu bringen.
Mit Beginn des zwanzigsten Jahrhunderts trat der Komponist-Interpret in den Hintergrund; die Tätigkeiten der Komposition zum einen und des Aufführens, Interpretierens zum anderen trennten sich. Es waren sowohl Komponisten der Moderne wie Béla Bartók und Ferruccio Busoni im Segment der sogenannten „E-Musik“ (ernster Musik) als auch im Bereich der „U-Musik“, unterhaltender, populärer Musik, vor allem die Entwicklungen im US-amerikanischen Raum, wie der Blues, der Ragtime, der Boogie-Woogie und der Jazz mit Komponisten wie Scott Joplin, Jelly Roll Morton, Albert Ammons und George Gershwin, die der Klaviermusik große Impulse gaben.

## Folgen und Kritik an der Normierung moderner Klaviaturen

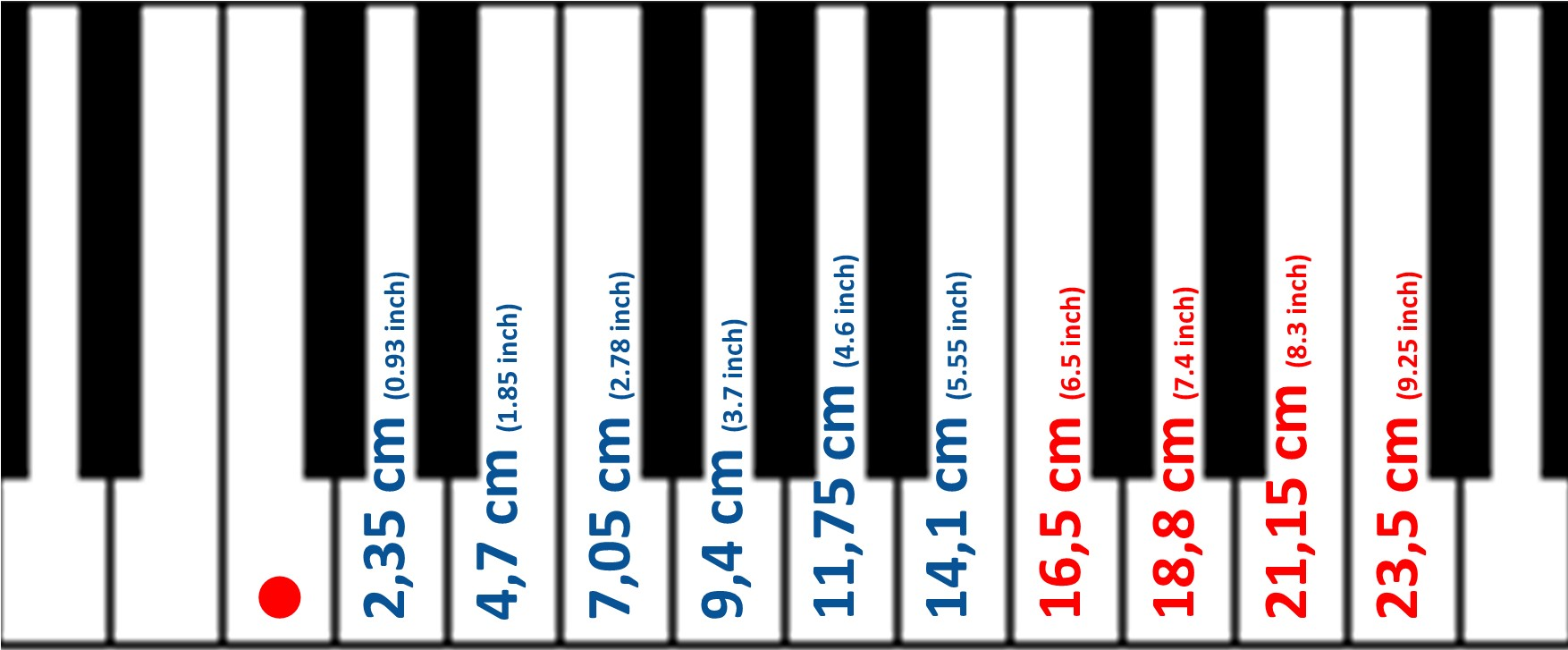
Intervallabstände auf Normklaviatur (inkl. Spaltmaße)

Die Standardbreite moderner Klaviaturen von ca. 16,5 cm pro Oktave (ca. 2,3 cm pro weißer Taste) gerät zunehmend in die Kritik, da sie für viele Menschen objektiv zu breit ist und es keine bautechnischen Gründe für dieses Maß gibt, d. h. auch andere Tastenbreiten gebaut werden könnten. Das Spielen auf für die individuelle Handgröße zu breiten Tasten verursacht sowohl medizinische als auch musikalische Probleme. So treten Überlastungssyndrome, wie z. B. Sehnenscheidenentzündungen, Fokale Dystonien, Ganglien, Karpaltunnelsyndrome oder Sehnenreizungen, signifikant häufiger bei Pianisten mit im Verhältnis zur Klaviatur kleinen Händen auf. Eine Prävention oder Reduktion solcher Beschwerden (z. B. durch Entspannungstechniken, Dehnübungen oder Muskeltraining) ist nicht möglich. Fälschlicherweise werden derlei Verletzungen oft pauschal auf mangelhafte Spieltechnik, bloße Überbeanspruchung oder falsche Haltung zurückgeführt, nicht auf ein potentiell ungünstiges Größenverhältnis zwischen Hand und Instrument. Auch bezeugen Vergleichsstudien zwischen klein- und großhändigen Pianisten eine beim Klavierspielen umso höhere Aktivität in den für das Spreizen von Hand und Fingern zuständigen Muskeln, je kleiner eine Hand ist und je weiter sie deswegen gespreizt werden muss. Demzufolge ist das Klavierspiel mit kleinen Händen belastender und kostet mehr Energie. Aufgrund der Verletzungsgefahr wird im Allgemeinen davon abgeraten, die Spannweite durch Dehnübungen und ähnliches zwangsweise vergrößern zu wollen, da dies sowieso nur bedingt möglich ist. Potentielle Langzeitschäden infolge jahrelanger Überdehnung und einseitiger Belastung der Gelenke beim Klavierspiel wurden bislang jedoch noch nicht systematisch erforscht.

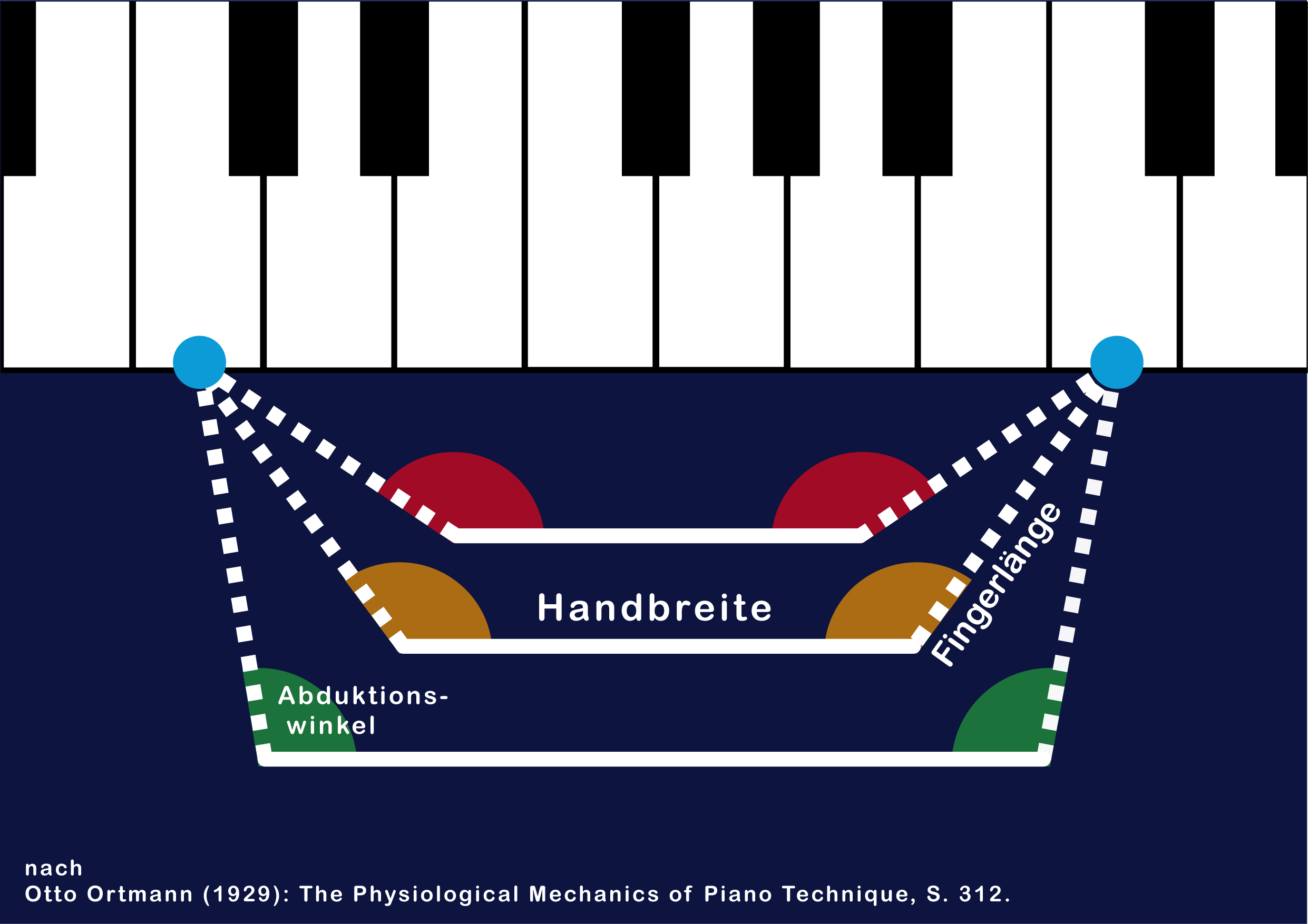
Schematische Darstellung der zum Greifen einer Oktave notwendigen Spreizung in Abhängigkeit von der Handbreite

Auch schränkt „Kleinhändigkeit“ das mögliche Repertoire eines Pianisten ein, da bestimmte Techniken (z. B. große Akkorde oder schnelle Oktavfolgen) gar nicht oder zumindest nicht sauber gespielt werden können. Dies ist v. a. darauf zurückzuführen, dass sich bei Akkorden der Griffbereich auf den Tasten immer weiter in Richtung Vorderkante reduziert, je weiter die Hand gespreizt werden muss. Hierdurch läuft der Spieler ab einem bestimmten Griffwinkel Gefahr, die Tasten zu verfehlen, abzurutschen oder zu weit nach innen zu greifen, wodurch benachbarte Tasten mitbetätigt werden. Zudem erschwert die starke Spreizung der Finger das schnelle Umgreifen und beeinträchtigt Klanggestaltung und Kontrolle. Derlei Probleme werden häufig durch behelfsmäßige Spieltechniken kompensiert (z. B. durch Aufbrechen von Akkorden oder Weglassen einzelner Noten), was jedoch den Klang eines Stückes deutlich verändern kann. Zur Beurteilung der Handgröße wird meist die Spannweite zwischen Daumen und kleinem Finger (1–5) herangezogen, da sich hieraus die maximale Reichweite auf der Klaviatur bestimmt. Eine einheitliche Definition von „Kleinhändigkeit“ gibt es allerdings nicht. Verbreitet ist mittlerweile der Grenzwert von 21,5 cm, nachdem eine Studie aus dem Jahr 2009 einen signifikanten Anstieg von Anstrengung und Schmerzen während des Klavierspiels bei denjenigen Teilnehmern registrierte, deren 1–5-Spannweite weniger als dieses Maß betrug. Mit 21,5 cm Spannweite ist ungefähr eine Oktave zu greifen. Um Oktaven wirklich mühelos und ohne Anspannung spielen zu können, gilt jedoch eine Reichweite von einer Dezime als notwendig. Um die Eignung einer Hand für das Klavierspiel zu beurteilen, sind in der Praxis allerdings auch die Spannweiten zwischen den einzelnen Fingern im Verhältnis zu Länge und Breite der Hand und der Länge der Finger sowie zahlreiche andere, höchst individuelle Faktoren relevant. So kann auch eine im Verhältnis zur Klaviatur als groß anzusehende Hand eine vergleichsweise geringe Spannweite aufweisen, wenn es ihr an der notwendigen Flexibilität mangelt. Darüber hinaus können auch völlig andere Faktoren eine Beeinträchtigung darstellen, wie etwa besonders breite Finger(-kuppen), die nicht zwischen schwarze Tasten greifen können.
Bislang liegen nur drei Studien zu Handgrößen und Spannweiten bei Pianisten vor, die jedoch alle nahezu identische Ergebnisse liefern. So besitzen Männer eine durchschnittliche Spannweite von rund 22,6 cm, derweil Frauen nur auf 20,1 cm (20,7 cm bei Wagner) kommen, was einen Unterschied von etwa einer weißen Taste ausmacht. Die kleinste in einer dieser Studien dokumentierte Spannweite betrug 16,3 cm und gehörte einer Frau, die größte mit 27,4 cm wurde bei einem Mann gemessen. In einer australischen Studie mit 159 männlichen und 314 weiblichen Pianisten verschiedener Herkunft waren rund 24 % aller Männer und rund 87 % aller Frauen von „Kleinhändigkeit“ (>21,5 cm Spannweite) betroffen, unter den asiatischstämmigen Teilnehmern sogar 30 % bzw. 93 %. Dieselbe Studie konnte zudem eine signifikante Korrelation zwischen Handgröße und beruflichem Erfolg bei Pianisten nachweisen. So besaßen die beteiligten Pianisten von internationalem Rang eine Spannweite von durchschnittlich 24 cm, während solche von nationalem Renommée nur auf 21,6 cm kamen und Amateurpianisten sogar nur auf 20,8 cm. Die internationale Gruppe war zu rund 83 % männlich, die nationale zu rund 61 %, die Gruppe der Amateure hingegen zu rund 71 % weiblich. Eine ähnliche Geschlechterverteilung spiegelt sich auch in den Ergebnissen internationaler Klavierwettbewerbe. So ist im Durchschnitt weniger als jeder dritte Preisträger eine Frau, unter den Erstplatzierten sogar nur rund jeder fünfte. Nur bei Bach- und Schumann-Wettbewerben ist das Verhältnis ausgeglichener, einzig bei Mozart liegen Frauen deutlich vor den Männern. Dies ist darauf zurückzuführen, dass das Repertoire dieser Komponisten kaum Techniken verlangt, für die es große Hände bräuchte.
| Geschlechterverteilung bei Preisträgern internationaler Klavierwettbewerbe (Auswahl), Stand: Juli 2023 | Geschlechterverteilung bei Preisträgern internationaler Klavierwettbewerbe (Auswahl), Stand: Juli 2023 | Geschlechterverteilung bei Preisträgern internationaler Klavierwettbewerbe (Auswahl), Stand: Juli 2023 | Geschlechterverteilung bei Preisträgern internationaler Klavierwettbewerbe (Auswahl), Stand: Juli 2023 | Geschlechterverteilung bei Preisträgern internationaler Klavierwettbewerbe (Auswahl), Stand: Juli 2023 | Geschlechterverteilung bei Preisträgern internationaler Klavierwettbewerbe (Auswahl), Stand: Juli 2023 | Geschlechterverteilung bei Preisträgern internationaler Klavierwettbewerbe (Auswahl), Stand: Juli 2023 | Geschlechterverteilung bei Preisträgern internationaler Klavierwettbewerbe (Auswahl), Stand: Juli 2023 | Geschlechterverteilung bei Preisträgern internationaler Klavierwettbewerbe (Auswahl), Stand: Juli 2023 |
| | Gesamtzahl Preisträger                                                                                 | Gesamtzahl Preisträger                                                                                 | Gesamtzahl Preisträger                                                                                 | Gesamtzahl Preisträger                                                                                 | davon Erstplatzierte                                                                                   | davon Erstplatzierte                                                                                   | davon Erstplatzierte                                                                                   | davon Erstplatzierte                                                                                   |
| Wettbewerb (Kurzname)                                                                                  | m | w | gesamt                                                                                                 | Anteil Frauen in %                                                                                     | m | w | gesamt                                                                                                 | Anteil Frauen in %                                                                                     |
| --- | --- | --- | --- | --- | --- | --- | --- | --- |
| Outstanding Amateurs (seit 2005)                                                                       | 56 | 5 | 61 | 8,2 %                                                                                                  | 20 | 0 | 20 | 0,0 %                                                                                                  |
| Arthur Rubinstein                                                                                      | 36 | 11 | 47 | 23,4 %                                                                                                 | 15 | 0 | 15 | 0,0 %                                                                                                  |
| Deutscher Pianistenpreis                                                                               | - | - | - | - | 10 | 0 | 10 | 0,0 %                                                                                                  |
| Tschaikowski                                                                                           | 49 | 7 | 56 | 12,5 %                                                                                                 | 15 | 1 | 16 | 6,3 %                                                                                                  |
| Reine Elisabeth                                                                                        | 170 | 63 | 233 | 27,0 %                                                                                                 | 18 | 2 | 20 | 10,0 %                                                                                                 |
| Leeds                                                                                                  | 82 | 27 | 109 | 24,8 %                                                                                                 | 18 | 2 | 20 | 10,0 %                                                                                                 |
| Van Cliburn                                                                                            | 41 | 8 | 49 | 16,3 %                                                                                                 | 15 | 2 | 17 | 11,8 %                                                                                                 |
| Gina Bachauer                                                                                          | 68 | 14 | 82 | 17,1 %                                                                                                 | 15 | 2 | 17 | 11,8 %                                                                                                 |
| Pilar Bayona                                                                                           | - | - | - | - | 7 | 1 | 8 | 12,5 %                                                                                                 |
| Sendai                                                                                                 | 33 | 15 | 48 | 31,3 %                                                                                                 | 7 | 1 | 8 | 12,5 %                                                                                                 |
| Kissinger Klavierolymp                                                                                 | 69 | 17 | 86 | 19,8 %                                                                                                 | 20 | 3 | 23 | 13,0 %                                                                                                 |
| Liszt (Budapest)                                                                                       | 40 | 8 | 48 | 16,7 %                                                                                                 | 11 | 2 | 13 | 15,4 %                                                                                                 |
| Dublin                                                                                                 | 57 | 27 | 84 | 32,1 %                                                                                                 | 10 | 2 | 12 | 16,7 %                                                                                                 |
| Liszt (Utrecht)                                                                                        | 32 | 13 | 45 | 28,9 %                                                                                                 | 10 | 2 | 12 | 16,7 %                                                                                                 |
| Sydney                                                                                                 | 85 | 23 | 108 | 21,3 %                                                                                                 | 10 | 2 | 12 | 16,7 %                                                                                                 |
| Santander                                                                                              | 115 | 35 | 150 | 23,3 %                                                                                                 | 13 | 3 | 16 | 18,8 %                                                                                                 |
| Pozzoli                                                                                                | 81 | 25 | 106 | 23,6 %                                                                                                 | 21 | 5 | 26 | 19,2 %                                                                                                 |
| Cleveland                                                                                              | 80 | 26 | 106 | 24,5 %                                                                                                 | 17 | 5 | 22 | 22,7 %                                                                                                 |
| Chopin                                                                                                 | 63 | 34 | 97 | 35,1 %                                                                                                 | 13 | 4 | 17 | 23,5 %                                                                                                 |
| Glasgow                                                                                                | 23 | 10 | 33 | 30,3 %                                                                                                 | 8 | 3 | 11 | 27,3 %                                                                                                 |
| Piano Bridges                                                                                          | 77 | 43 | 120 | 35,8 %                                                                                                 | 18 | 7 | 25 | 28,0 %                                                                                                 |
| Busoni                                                                                                 | 131 | 49 | 180 | 27,2 %                                                                                                 | 23 | 9 | 32 | 28,1 %                                                                                                 |
| Prize Iturbi                                                                                           | 31 | 26 | 57 | 45,6 %                                                                                                 | 13 | 6 | 19 | 31,6 %                                                                                                 |
| Beethoven (Wien)                                                                                       | 36 | 9 | 45 | 20,0 %                                                                                                 | 10 | 5 | 15 | 33,3 %                                                                                                 |
| Ricard Viñes                                                                                           | 54 | 23 | 77 | 29,9 %                                                                                                 | 13 | 7 | 20 | 35,0 %                                                                                                 |
| Ile-de-France (Kategorie Konzertpianisten)                                                             | 38 | 37 | 75 | 49,3 %                                                                                                 | 14 | 9 | 23 | 39,1 %                                                                                                 |
| Schumann                                                                                               | 30 | 29 | 59 | 49,2 %                                                                                                 | 9 | 7 | 16 | 43,8 %                                                                                                 |
| Bach (Würzburg)                                                                                        | 18 | 21 | 39 | 53,8 %                                                                                                 | 2 | 3 | 5 | 60,0 %                                                                                                 |
| Mozart (Salzburg)                                                                                      | 7 | 20 | 27 | 74,1 %                                                                                                 | 2 | 5 | 7 | 71,4 %                                                                                                 |
| Gesamtdurchschnitt                                                                                     | | | | 29,7 %                                                                                                 | | | | 21,9 %                                                                                                 |

Ausgleichen lassen sich die durch „Kleinhändigkeit“ hervorgerufenen Probleme nur durch schmalere Klaviaturen. Solche werden bislang nur von den Manufakturen Steingraeber, August Förster und Hailun standardmäßig angeboten und sind ansonsten nur als Einzelanfertigungen erhältlich. Der gegenwärtig einzige auf den Bau schmalerer Klaviaturen spezialisierte Hersteller ist die amerikanische DS Standard Foundation (ehemals Steinbuhler & Company), die Klaviaturen in verschiedenen standardisierten Breiten zur Einpassung in bestehende Flügel anbietet. Da die Mechanik in Flügeln in der Regel nicht fest verbaut ist, können die Klaviaturen auch als austauschbare Module konstruiert werden. Ein nachträglicher Einbau in Pianinos ist technisch nicht möglich. Die Staatliche Hochschule für Musik und Darstellende Kunst in Stuttgart und die Hochschule für Musik in Nürnberg stellen ihren Studierenden als bislang einzige Musikhochschulen in Europa Flügel mit schmalerer Klaviatur zur Verfügung, die sogenannten Sirius 6.0. Für die Verbreitung schmalerer Klaviaturen engagiert sich insbesondere das internationale Netzwerk Pianists for Alternatively Sized Keyboards, kurz PASK.